# Tendabahn
| Strecke                                                                                                 |      | Strecke von Fossano                         | Strecke von Fossano                         |
| Abzweig geradeaus und von rechts                                                                        |      | Strecke von Saluzzo                         | Strecke von Saluzzo                         |
| Abzweig geradeaus und von links                                                                         |      | Strecke von Mondovì                         | Strecke von Mondovì                         |
| Bahnhof                                                                                                 | 0,0  | Cuneo                                       | 502 m s.l.m.                                |
| Bahnhof                                                                                                 | 7,1  | Borgo San Dalmazzo                          | 630 m s.l.m.                                |
| Bahnhof                                                                                                 | 14,5 | Roccavione                                  | 647 m s.l.m.                                |
| Bahnhof                                                                                                 | 17,0 | Robilante                                   | 678 m s.l.m.                                |
| Bahnhof                                                                                                 | 23,0 | Vernante                                    | 799 m s.l.m.                                |
| Bahnhof                                                                                                 | 32,0 | Limone Piemonte                             | 1002 m s.l.m.                               |
| Tunnelanfang                                                                                            |      | Tenda-Eisenbahntunnel (8099 m)              | Tenda-Eisenbahntunnel (8099 m)              |
| Grenze (im Tunnel)                                                                                      |      | Staatsgrenze Italien/Frankreich             | Staatsgrenze Italien/Frankreich             |
| Tunnelende                                                                                              |      | Tenda-Eisenbahntunnel (8099 m)              | Tenda-Eisenbahntunnel (8099 m)              |
| Bahnhof                                                                                                 | 42,2 | Vievola                                     | 979 m                                       |
| Bahnhof                                                                                                 | 50,4 | Tende (Tenda)                               | 821 m                                       |
| Brücke über Wasserlauf                                                                                  |      | Viaduc de Tende (Roya) (191 m)              | Viaduc de Tende (Roya) (191 m)              |
| Tunnel                                                                                                  |      | Tunnel de Borgonuovo (200 m)                | Tunnel de Borgonuovo (200 m)                |
| Tunnel                                                                                                  |      | Tunnel de Bojorin (248 m)                   | Tunnel de Bojorin (248 m)                   |
| Tunnel                                                                                                  |      | Tunnel de Colombera (212 m)                 | Tunnel de Colombera (212 m)                 |
| Tunnel                                                                                                  |      | Tunnel de Bosseglia (1583 m)                | Tunnel de Bosseglia (1583 m)                |
| Haltepunkt / Haltestelle                                                                                | 54,4 | La Brigue (Briga Marittima)                 | 749 m                                       |
| Tunnelanfang                                                                                            |      | Tunnel de Levenza (419 m)                   | Tunnel de Levenza (419 m)                   |
| Strecke von links (im Tunnel) · Kreuzung mit Tunnelstrecke (im Tunnel) · Strecke von rechts (im Tunnel) |      |                                             |                                             |
| Strecke (im Tunnel) · Tunnelende · Tunnelende                                                           |      | Tunnel de Rioro (1828 m)                    | Tunnel de Rioro (1828 m)                    |
| Strecke (im Tunnel) · Strecke nach links · Strecke nach rechts                                          |      |                                             |                                             |
| Strecke nach links (im Tunnel) · Strecke von rechts (im Tunnel)                                         |      |                                             |                                             |
| Tunnelende                                                                                              |      |                                             |                                             |
| Brücke über Wasserlauf                                                                                  |      | Viaduc de Saint Dalmas 1 (Roya)             | Viaduc de Saint Dalmas 1 (Roya)             |
| |      |                                             |                                             |
| Bahnhof                                                                                                 | 58,1 | St. Dalmas de Tende (San Dalmazzo di Tenda) | 696 m                                       |
| |      |                                             |                                             |
| Tunnel                                                                                                  |      | Tunnel de Biogna (1155 m)                   | Tunnel de Biogna (1155 m)                   |
| Brücke über Wasserlauf                                                                                  |      | Viaduc de Saint Dalmas 2                    | Viaduc de Saint Dalmas 2                    |
| Brücke über Wasserlauf                                                                                  |      | Viaduc de Saint Dalmas 3 (Roya)             | Viaduc de Saint Dalmas 3 (Roya)             |
| Tunnel                                                                                                  |      | Tunnel de Porcarezzo (1251 m)               | Tunnel de Porcarezzo (1251 m)               |
| Brücke über Wasserlauf                                                                                  |      | Viaduc de Saint Dalmas 4 (Roya) (130 m)     | Viaduc de Saint Dalmas 4 (Roya) (130 m)     |
| Tunnel                                                                                                  |      | Tunnel des Gorges Paganin (1702 m)          | Tunnel des Gorges Paganin (1702 m)          |
| Tunnel                                                                                                  |      | Tunnel de la Frontière (743 m)              | Tunnel de la Frontière (743 m)              |
| Tunnel                                                                                                  |      | Tunnel de Malaba (389 m)                    | Tunnel de Malaba (389 m)                    |
| Strecke von links (im Tunnel) · Kreuzung mit Tunnelstrecke · Strecke von rechts (im Tunnel)             |      |                                             |                                             |
| Strecke (im Tunnel) · Strecke · Tunnelende                                                              |      |                                             |                                             |
| Strecke (im Tunnel) · Tunnel · Brücke über Wasserlauf                                                   |      | Tunnel (181 m)/Viaduc (125 m) de Scarassoui | Tunnel (181 m)/Viaduc (125 m) de Scarassoui |
| Strecke (im Tunnel) · Strecke · Tunnel                                                                  |      | Tunnel de Camara (101 m)                    | Tunnel de Camara (101 m)                    |
| Strecke (im Tunnel) · Tunnel · Strecke                                                                  |      | Tunnel de Peug (75 m)                       | Tunnel de Peug (75 m)                       |
| Strecke (im Tunnel) · Strecke · Tunnel                                                                  |      | Tunnel de Vallera 1 (53 m)                  | Tunnel de Vallera 1 (53 m)                  |
| Strecke (im Tunnel) · Strecke · Tunnel                                                                  |      | Tunnel de Vallera 2 (32 m)                  | Tunnel de Vallera 2 (32 m)                  |
| Strecke (im Tunnel) · Tunnel · Strecke                                                                  |      | Tunnel de Verardo (54 m)                    | Tunnel de Verardo (54 m)                    |
| Strecke (im Tunnel) · Tunnel · Strecke                                                                  |      | Tunnel de Caussagne (275 m)                 | Tunnel de Caussagne (275 m)                 |
| Strecke (im Tunnel) · Tunnelanfang · Strecke                                                            |      | Tunnel de Berghe (1881 m)                   | Tunnel de Berghe (1881 m)                   |
| Strecke nach links (im Tunnel) · Strecke nach rechts (im Tunnel) · Strecke nach halbrechts              |      |                                             |                                             |
| Strecke von halblinks                                                                                   |      |                                             |                                             |
| Tunnel                                                                                                  |      | Tunnel de Thorette (112 m)                  | Tunnel de Thorette (112 m)                  |
| Bahnhof                                                                                                 | 70,8 | Fontan-Saorge                               | 449 m                                       |
| Tunnel                                                                                                  |      | Tunnel de Saint-Roch (512 m)                | Tunnel de Saint-Roch (512 m)                |
| Brücke über Wasserlauf                                                                                  |      | Pont de Saorge (Roya) (58 m)                | Pont de Saorge (Roya) (58 m)                |
| Tunnel                                                                                                  |      | Tunnel de Nosse (89 m)                      | Tunnel de Nosse (89 m)                      |
| Tunnel                                                                                                  |      | Tunnel du Four-à-Platre (315 m)             | Tunnel du Four-à-Platre (315 m)             |
| Tunnel                                                                                                  |      | Tunnel de Commun (60 m)                     | Tunnel de Commun (60 m)                     |
| Tunnel                                                                                                  |      | Tunnel de Précipus (623 m)                  | Tunnel de Précipus (623 m)                  |
| Tunnel                                                                                                  |      | Tunnel de Gombe (263 m)                     | Tunnel de Gombe (263 m)                     |
| Bahnhof                                                                                                 | 77,1 | Breil-sur-Roya (Breglio)                    | 305 m                                       |
| Abzweig geradeaus und nach rechts                                                                       |      | Zweigstrecke nach Nizza (s. u.)             | Zweigstrecke nach Nizza (s. u.)             |
| ehemaliger Bahnhof                                                                                      | 82,3 | Piène (Piena)                               | 226 m                                       |
| Grenze                                                                                                  |      | Staatsgrenze Frankreich/Italien             | Staatsgrenze Frankreich/Italien             |
| Bahnhof                                                                                                 | 86,2 | Olivetta San Michele                        | 143 m s.l.m.                                |
| Bahnhof                                                                                                 | 87,4 | Airole                                      | 123 m s.l.m.                                |
| Bahnhof                                                                                                 | 94,4 | Bevera                                      | 34 m s.l.m.                                 |
| Abzweig geradeaus und von links                                                                         |      | Ventimiglia Parco Roja                      | Ventimiglia Parco Roja                      |
| Abzweig geradeaus, nach rechts und von rechts                                                           |      | Strecke von/nach Nizza                      | Strecke von/nach Nizza                      |
| Bahnhof                                                                                                 | 99,4 | Ventimiglia                                 | 11 m s.l.m.                                 |
| Strecke                                                                                                 |      | Strecke nach Genua                          | Strecke nach Genua                          |

| Strecke                                     |      | Stammstrecke von Cuneo (s. o.)        | Stammstrecke von Cuneo (s. o.)        |
| Bahnhof                                     | 44,1 | Breil-sur-Roya (Breglio)              | 305 m                                 |
| Abzweig geradeaus und nach links            |      | Stammstrecke nach Ventimiglia (s. o.) | Stammstrecke nach Ventimiglia (s. o.) |
| Tunnel                                      |      | Tunnel de Caranca (915 m)             | Tunnel de Caranca (915 m)             |
| Tunnel                                      |      | Tunnel de Bancao (508 m)              | Tunnel de Bancao (508 m)              |
| Brücke über Wasserlauf                      |      | Viaduc Le Bancao (110 m)              | Viaduc Le Bancao (110 m)              |
| Tunnel                                      |      | Tunnel du Mont Grazian (3891 m)       | Tunnel du Mont Grazian (3891 m)       |
| Brücke über Wasserlauf                      |      | Viaduc de Basséra (97 m)              | Viaduc de Basséra (97 m)              |
| Brücke über Wasserlauf                      |      | Viaduc de La Bévéra (140 m)           | Viaduc de La Bévéra (140 m)           |
| Bahnhof                                     | 33,5 | Sospel                                | 359 m                                 |
| Tunnel                                      |      | Tunnel du Col de Braus (5939 m)       | Tunnel du Col de Braus (5939 m)       |
| Haltepunkt / Haltestelle                    | 24,9 | Touët-de-l’Escarène                   | 406 m                                 |
| Tunnel                                      |      | Tunnel du Coalongia (527 m)           | Tunnel du Coalongia (527 m)           |
| Bahnhof                                     | 23,4 | L’Escarène                            | 389 m                                 |
| Brücke über Wasserlauf                      |      | Viaduc de l'Escareène (230 m)         | Viaduc de l'Escareène (230 m)         |
| Tunnel                                      |      | Tunnel de Brec (382 m)                | Tunnel de Brec (382 m)                |
| Tunnel                                      |      | Tunnel de Ecluse (136 m)              | Tunnel de Ecluse (136 m)              |
| Tunnel                                      |      | Tunnel de Euria (69 m)                | Tunnel de Euria (69 m)                |
| Brücke über Wasserlauf                      |      | Viaduc d'Euria (30 m)                 | Viaduc d'Euria (30 m)                 |
| Tunnel                                      |      | Tunnel de Santa-Augusta (754 m)       | Tunnel de Santa-Augusta (754 m)       |
| Brücke                                      |      | Viaduc de Erbossièra (145 m)          | Viaduc de Erbossièra (145 m)          |
| Tunnel                                      |      | Tunnel de Verna (198 m)               | Tunnel de Verna (198 m)               |
| Tunnel                                      |      | Tunnel de Moulin Nuovo (77 m)         | Tunnel de Moulin Nuovo (77 m)         |
| Brücke                                      |      | Viaduc de Faquin (125 m)              | Viaduc de Faquin (125 m)              |
| Tunnel                                      |      | Tunnel de Coletta (177 m)             | Tunnel de Coletta (177 m)             |
| Bahnhof                                     | 16,7 | Peille                                | 247 m                                 |
| Tunnel                                      |      | Tunnel de Nogairet (32 m)             | Tunnel de Nogairet (32 m)             |
| Tunnel                                      |      | Tunnel de Les Bouisses (107 m)        | Tunnel de Les Bouisses (107 m)        |
| Tunnel                                      |      | Tunnel de Launa (309 m)               | Tunnel de Launa (309 m)               |
| Brücke über Wasserlauf                      |      | Viaduc de La Launa (100 m)            | Viaduc de La Launa (100 m)            |
| Haltepunkt / Haltestelle                    | 13,5 | Peillon-Saint Thècle                  | 181 m                                 |
| Tunnel                                      |      | Tunnel de Châteauvieux (219 m)        | Tunnel de Châteauvieux (219 m)        |
| Brücke über Wasserlauf                      |      | Viaduc des Morts                      | Viaduc des Morts                      |
| Tunnel                                      |      | Tunnel de Tuhet (346 m)               | Tunnel de Tuhet (346 m)               |
| Tunnel                                      |      | Tunnel de Ribose (176 m)              | Tunnel de Ribose (176 m)              |
| Haltepunkt / Haltestelle                    |      | Halte de Fontanil                     | Halte de Fontanil                     |
| Brücke über Wasserlauf                      |      | Paillon (105 m)                       | Paillon (105 m)                       |
| Tunnel                                      |      | Tunnel du Moulin de Cantaron (122 m)  | Tunnel du Moulin de Cantaron (122 m)  |
| Bahnhof                                     | 9,0  | Drap-Cantaron                         | 103 m                                 |
| Tunnel                                      |      | Tunnel de Serradonne (65 m)           | Tunnel de Serradonne (65 m)           |
| Tunnel                                      |      | Tunnel de Moulin (83 m)               | Tunnel de Moulin (83 m)               |
| Brücke über Wasserlauf                      |      | Paillon (95 m)                        | Paillon (95 m)                        |
| Haltepunkt / Haltestelle                    | 6,9  | La Trinité-Victor                     | 73 m                                  |
| Haltepunkt / Haltestelle                    | 4,5  | L’Ariane-La Trinité                   | 58 m                                  |
| Tunnel                                      |      | Tunnel du Bon-Voyage (369 m)          | Tunnel du Bon-Voyage (369 m)          |
| Tunnel                                      |      | Tunnel de la Roche (96 m)             | Tunnel de la Roche (96 m)             |
| Haltepunkt / Haltestelle                    |      | Nice-Pont-Michel                      | 31 m                                  |
| Dienststation / Betriebs- oder Güterbahnhof | 2,3  | Nice-Saint Roch                       | Nice-Saint Roch                       |
| Brücke über Wasserlauf                      |      | Paillon (75 m)                        | Paillon (75 m)                        |
| Tunnel                                      |      | Tunnel de Carabacel (663 m)           | Tunnel de Carabacel (663 m)           |
| Abzweig geradeaus und von links             |      | Strecke von Ventimiglia               | Strecke von Ventimiglia               |
| Bahnhof                                     | 0,0  | Nice Ville                            | 20 m                                  |
| Strecke                                     |      | Strecke nach Marseille                | Strecke nach Marseille                |

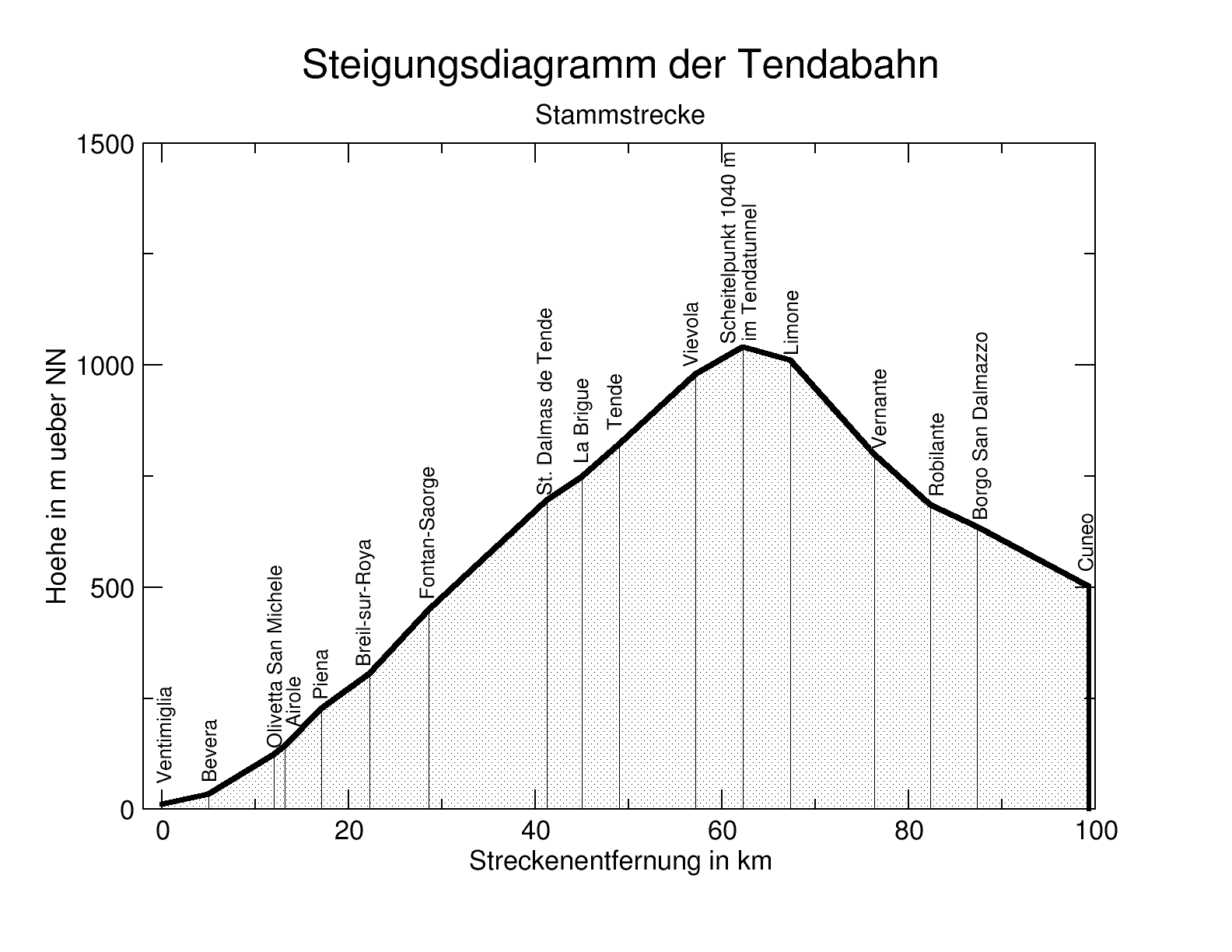
Steigungsdiagramm der Stammstrecke

Die Tendabahn ist eine außergewöhnliche normalspurige Eisenbahnstrecke durch die Alpen. Sie verbindet die italienische Stadt Turin (ital. Torino) über Cuneo mit dem französischen Nizza (frz. Nice) und unterquert den Hauptkamm der Seealpen unterhalb des Colle di Tenda in einem über acht Kilometer langen Tunnel. Südlich des Tunnels ist sie Bestandteil des erweiterten Bereiches um den französischen Nationalpark Mercantour. Ursprünglich verband sie Turin als Nord-Süd-Verbindung mit der Mittelmeerküste bei Ventimiglia und war dort an die Strecke nach Genua angebunden. Die Teilung erfolgt in Breil-sur-Roya.
Bedingt durch die Lage des Gebiets an der Grenze zwischen Frankreich und Italien sowie verschiedener Kompromisse der beiden Staaten zog sich der Bau der Strecke über 50 Jahre hin. Darum befindet sich in Breil-sur-Roya mitten im alpinen Gebirge ein Trennungsbahnhof für zwei Streckenäste: der östliche Streckenast führt von dort aus als Stammstrecke weiter nach Italien, der andere Streckenast als Zweigstrecke überwiegend in westlicher Richtung nach Frankreich (mit Nizza und Monaco als Ziel vieler Luxusreisenden in der Gründerzeitepoche). Ebenfalls dadurch bedingt ist auch, dass sich in verschiedenen Tunneln Festungsanlagen befinden.
Die Strecke muss vom Scheitelpunkt des Tenda-Tunnels bis zum Niveau des Mittelmeeres einen Höhenunterschied von mehr als 1000 Metern überwinden. Diese Größenordnung wird innerhalb Europas nur noch von den Gebirgsstrecken der Rhätischen Bahn übertroffen. Die durchgehend eingleisige Verbindung ist knapp 100 Kilometer lang. Die maximale Steigung beträgt 25 ‰ bei einem minimalen Kurvenradius von 300 Metern. Diese Streckenparameter ermöglichen eine Höchstgeschwindigkeit von 80 Kilometer pro Stunde. Zwischen Bevera und Robilante werden 58 Prozent der Stammstrecke in Tunneln geführt.
Die Trasse der Tendabahn verläuft streckenweise in einem Gebiet, das geologisch sehr aktiv ist. Dies betrifft in erster Linie den Abschnitt zwischen Breil-sur-Roya und Nizza. Diese Aktivität äußert sich durch einen schleichenden Bergrutsch, der das Gleis immer wieder verformt. Aus diesem Grunde darf in diesen Abschnitten nicht schneller als 10 km/h gefahren werden. Auch die Stammstrecke ist durch Steinschlag gefährdet, aus diesem Grunde ist sie an solchen Stellen mit einem Käfig aus Indikatordrähten gesichert. Die Drähte unterbrechen bei Beschädigung durch herabfallende Steine den Verkehr sofort, indem sämtliche Signale auf Halt gestellt werden. Als Besonderheit sind die Signale zwischen Breil-sur-Roya und Tende, obwohl auf französischem Gebiet liegend, italienischer Bauart.
Das zeigt, dass das Schicksal der internationalen Tendabahn seit 1970 in italienischer Hand liegt: Damals hatten Italien und Frankreich vertraglich festgelegt, dass das Piemont allein die Erhaltungskosten der gesamten Eisenbahnstrecke übernimmt. Die geplante Schließung im Jahr 2013 löste Ende April italienisch-französische Proteste aus. Die Unterstützer der Bahn forderten eine Überarbeitung der Konvention von 1970 und eine Rettung der Linie durch eine Kostenaufteilung auf beide Länder. Bis 2016 waren mehrere Zugpaare garantiert, bei zeitweiser Schließung des Tenda-Tunnels wird der Betrieb mit Zug und Bus aufrechterhalten.

## Streckengeschichte

### Erste Planungen

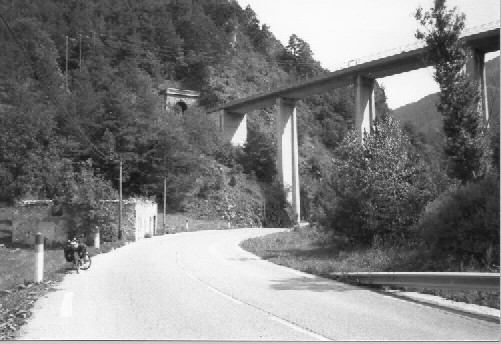
Der Viaduc de la Chapelle

Um 1851 entstanden verschiedene Eisenbahnprojekte zur Verbindung Piemont–Mittelmeer. Die Strecke Turin–Savona wurde bereits 1874 eröffnet. 1856 wurde ein Projekt von Ingenieur Filippo Cerotti vorgeschlagen und kam der schließlich verwirklichten Tenda-Linie sehr nahe. Ein Unterschied bestand in der Linienführung im unteren Roya-Tal durch die Umgehung Ventimiglias zur Küste und an dieser entlang nach Nizza.
1857 präsentierte der Ingenieur Petit-Nispel ein von der Stadt Nizza in Auftrag gegebenes Gegenprojekt: Die vorgeschlagene Strecke führte nordwärts durch das Tal des Paillon, dann durch die Vesubie-Schlucht, unter dem Col de Pagari durch und das Tal des Gesso hinunter nach Cuneo. Schon 1858 erfolgte die Ablehnung des Projektes. Das Königreich Sardinien trat 1860 Savoyen mitsamt Nizza und Hinterland an Frankreich ab. Dabei blieb das untere Roya-Tal bei Sardinien-Piemont, der mittlere Talabschnitt wurde französisch, die beiden obersten Gemeinden, La Brigue und Tenda blieben sardisch. Begründet wurde dies mit der Beibehaltung der Jagdgründe Königs Viktor Emanuel II., daneben wurden auch strategische Gründe genannt.
Der „Plan Freycinet“, ein französisches Programm zum Ausbau der Eisenbahn, sah 1859 eine Verbindung Nizza–Sospel–Breil-sur-Roya mit Verbindung zur Landesgrenze oberhalb von Fontan vor. In Italien wurde gleichzeitig das zum Bau der Tenda-Linie notwendige Gesetz angenommen. Aus strategischen Gründen erwuchs dem Bahnprojekt ab 1875 in Frankreich Widerstand. Die Frage der militärischen Sicherheit belastete das Projekt während der nächsten 30 Jahre. Aus diesem Grund wurden auch rein italienische Streckenführungen vorgeschlagen.

### Bau der Tendabahn

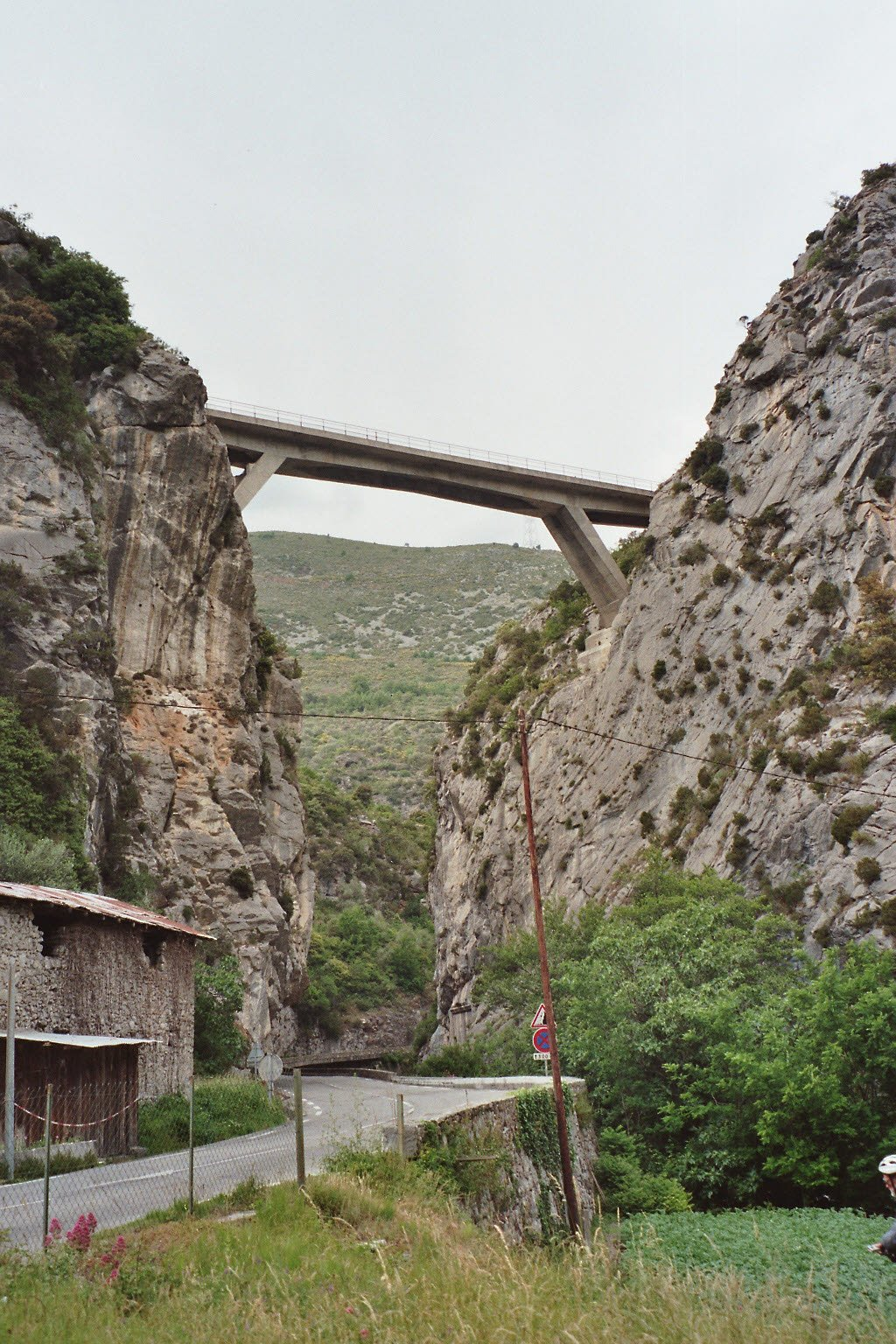
Der mehrfach zerstörte und immer wieder aufgebaute Viaduc de Saorge

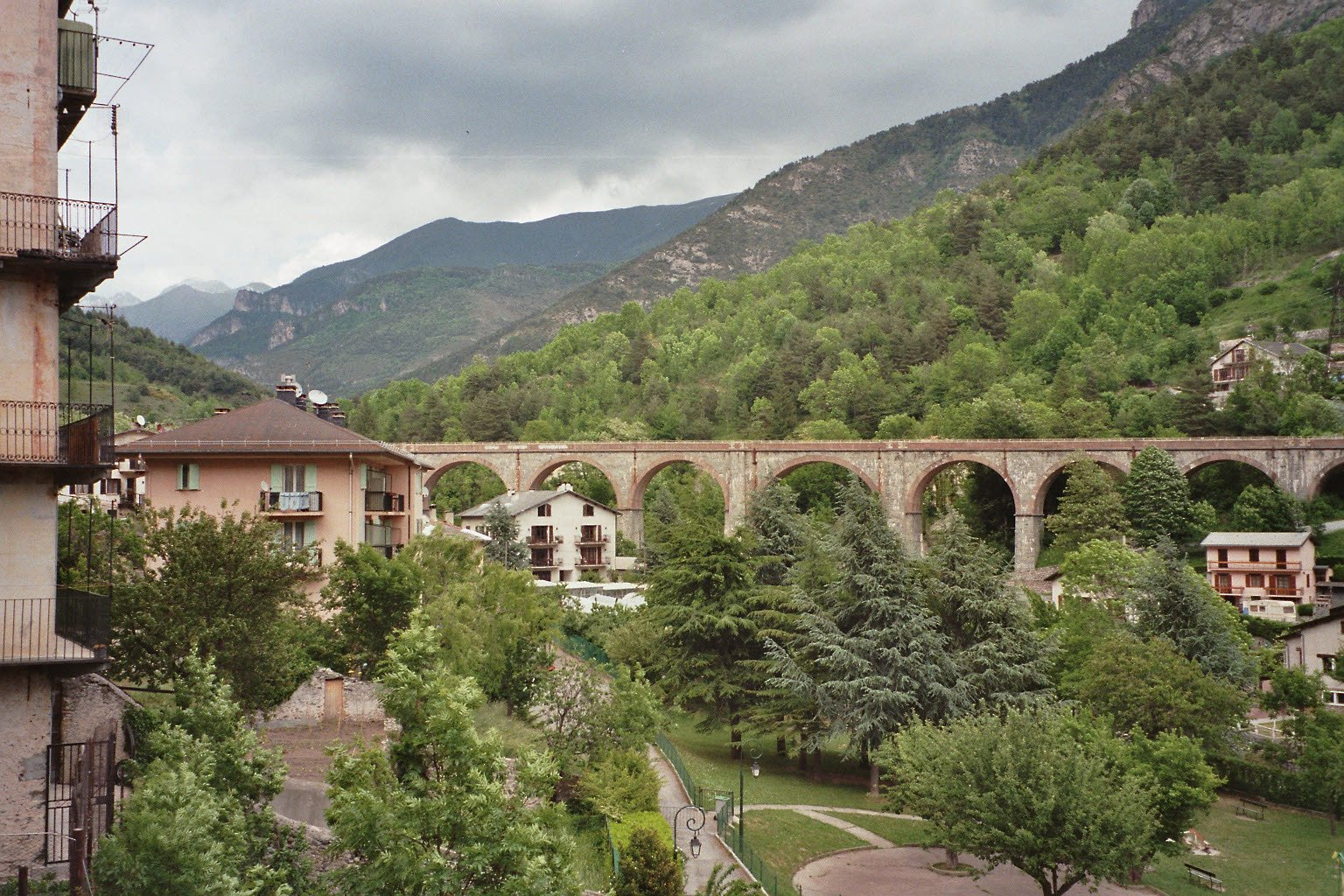
Der Viaduc de Tende in der gleichnamigen Ortschaft

Im Jahre 1883 begann man mit dem Bau bei Cuneo. Die nationale Sicherheit betreffende Bedenken führten 1887 zur Schließung des französischen Projektierungsbüros für die Strecke. 1889 begann man mit dem Bau am 8099 Meter langen Tenda-Tunnel, 1898 feierte man den Durchstich.
1900 einigten sich der französische Kriegsminister und der Minister für öffentliche Bauten auf die Verbindung Nizza–Breil-sur-Roya und weiter zur Landesgrenze. In Italien kamen wiederum Vorschläge zur rein italienischen Fortführung der Tendabahn auf, allerdings wäre dann der Bau eines zweiten langen Scheiteltunnels notwendig geworden. In Nizza wurde 1903 vorgeschlagen, den zwischen Sospel und Breil-Sur-Roya geplanten Tunnel unter dem (zu dieser Zeit) italienischen Monte Graziano zu bauen, um ihn um 1000 Meter zu verkürzen. Diese Variante erforderte ein Sonderabkommen zwischen den beiden Staaten, wurde aber schließlich gebaut. Bei einer Gesamtlänge von 3882 Metern lagen 2305 Meter auf (zu dieser Zeit) italienischem Gebiet, die beiden Tunnelportale hingegen in Frankreich. 1904 erfolgte der Abschluss eines italienisch-französischen Abkommens, nach dem die gesamte Strecke bis 1914 fertiggestellt werden sollte.
1908 begann der Bau zwischen Ventimiglia und der Grenze im unteren Roya-Tal Richtung Breil-Sur-Roya, 1912 wurde am Tunnel Col de Braus (Länge 5938 Meter) zwischen Breil-Sur-Roya und Nizza zu bauen begonnen. 1914 wurde der Bau wegen des Ausbruchs des Ersten Weltkrieges in Frankreich gestoppt. In Italien wurde noch weitergebaut. 1915 trat Italien in den Krieg ein durch die Kriegserklärung an Österreich-Ungarn.
Nach dem Ende des Krieges begann 1921 der Bau an den zwei großen Brücken der Verbindung, des Viaduc de Scarassoui und des Viaduc de Saorge, die im Jahr 1923 fertiggestellt wurden.

### Einweihung und Betriebsaufnahme
1928 wurden schließlich die durchgehende Verbindung Ventimiglia–Cuneo und die Seitenlinie Nizza–Breil-sur-Roya eingeweiht. Ab 1931 wurden die italienischen Streckenabschnitte von Ventimiglia bis Piena (heute: Piène) sowie von Cuneo bis St-Dalmas de Tende mit Dreiphasenwechselstrom elektrifiziert. Eine Elektrifizierung des französischen Streckenabschnitts unterbleibt zunächst.
Das französische Militär genehmigte 1934 die Elektrifizierung des Streckenabschnitts von Piena über Breil-Sur-Roya nach St-Dalmas. Die Arbeiten wurden 1935 abgeschlossen. Durch den Entfall des zweimaligen Lokwechsels verkürzten sich die Fahrzeiten zwischen Ventimiglia und Cuneo um 30 Minuten. Wirtschaftskrise, Protektionismus und Verschlechterung des politischen Einvernehmens zwischen Italien und Frankreich führten ab 1937 zu einer starken Verkehrsabnahme auf allen Linien zwischen den beiden Ländern. Mit dem Beginn des Zweiten Weltkrieges wurde der grenzüberschreitende Verkehr ab 1939 beinahe vollständig eingestellt.

### Zerstörungen im Zweiten Weltkrieg
1940 erklärte Italien Frankreich den Krieg. Die Anlagen des Tunnels Mont Grazian, weitere französische Eisenbahnanlagen und der Viaduc de Saorge wurden zerstört. Nach dem Waffenstillstand begann der Wiederaufbau durch die Italiener. Die Arbeiten wurden noch im selben Jahr abgeschlossen. Der Betrieb auf der Strecke Ventimiglia–Cuneo wurde am 17. November 1940 wiederaufgenommen, der einzige Nutzer war zunächst das Militär.
Der Waffenstillstand zwischen Italien und den Alliierten wurde 1943 geschlossen. Der Viaduc de Saorge wurde zum zweiten Mal durch die Italiener zerstört und anschließend von den Deutschen behelfsmäßig wieder aufgebaut. Der deutsche Rückzug aus dem Roya-Tal erfolgte 1945. Neben vielen anderen Bauwerken wurde der Viaduc de Saorge zum dritten Mal zerstört. Im Sommer 1945 wurde der Bahnbetrieb zwischen Nizza und Sospel wiederaufgenommen und die Telegrafenleitung auf der Gesamtstrecke wiederhergestellt. Während der letzten Kriegsjahre war ein Zug mit Personenwagen und Lok im Scheiteltunnel eingeschlossen, da die nächsten Brücken zerstört waren.

### Nachkriegszeit und Wiederaufbau

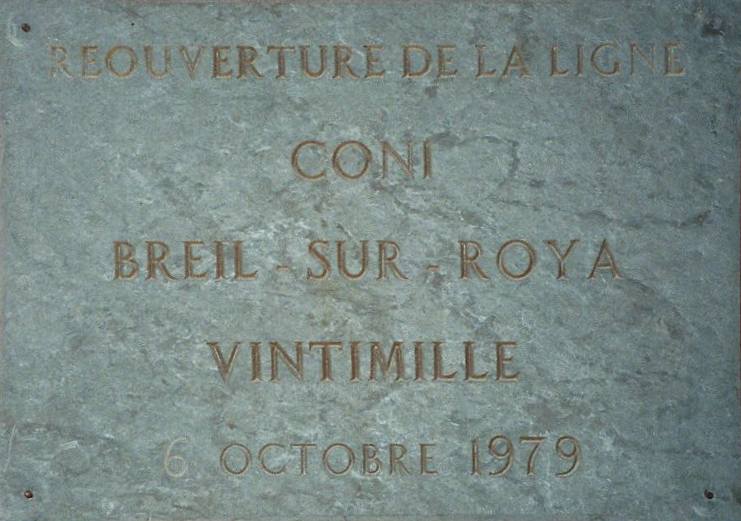
Eine Gedenktafel zum Wiederaufbau der Tendabahn im Bahnhof von Breil sur Roya

Der nur wenig zerstörte Abschnitt von Cuneo bis Viévola wurde 1946 wieder in Betrieb genommen. Der Pariser Friedensvertrag beendete 1947 den Krieg zwischen Italien und Frankreich. Grenzkorrekturen wurden vereinbart, so dass die gemeinsame Grenze im Tenda-Tunnel zu liegen kam. Außerdem wurde die Grenze so verschoben, dass der Tunnel Mont Grazian nun völlig in Frankreich lag. Der Streckenabschnitt Sospel–Breil-Sur-Roya wurde wieder in Betrieb genommen, der Personenverkehr zwischen Limone und Viévola durch den Tenda-Tunnel wurde hingegen nach der Grenzverschiebung eingestellt. Die Strecke zwischen Limone und Viévola wurde jedoch weiterhin für sporadischen Holztransport durch die italienische Staatsbahn vorgehalten. 1963 stimmte Frankreich einem Wiederaufbau der Verbindung Ventimiglia–Viévola auf Bestreben Italiens zu. Diese Entscheidung wurde in Frankreich dadurch erleichtert, dass sich Italien bereit erklärte, auch für die in Frankreich gelegenen Abschnitte einen Großteil der Baukosten zu tragen. 1973 liefen die Arbeiten im italienischen Roya-Tal (Ventimiglia–Piène) an, ebenso 1976 auf dem französischen Streckenteil. Fast alle großen Brücken mussten neu gebaut werden. Die Wiedereröffnung der Tendabahn erfolgte am 6. Oktober 1979. Die von 1935 bis 1940 bestehende Elektrifizierung südlich von Limone wurde nicht wiederhergestellt.
Am 27. Januar 2003 stießen zwei Züge im Tunnel de Biogna zusammen, wobei zwei Todesopfer und vier Schwerverletzte zu beklagen waren. Eine Gedenktafel am Bahnhof von St. Dalmas de Tende erinnert an das Ereignis. Zwischen dem 4. September 2017 und dem 13. Juli 2018 wurde die Strecke zwischen Cuneo und Ventimiglia saniert, Züge fuhren nur auf der Strecke von Breil-sur-Roya nach Nizza.

## Streckenführung

### Cuneo – Breil-sur-Roya
Die Bahnstrecke beginnt im Bahnhof Cuneo, der im Tal der Stura di Demonte liegt, und unterquert den urbanisierten Geländerücken zum Tal des Torrente Gesso. Diesem wird bis Roccavione gefolgt, wo ins Tal des Vermenagna südwärts (bis zum Nordportal des Scheiteltunnels) gewechselt wird. Dabei ist bei Vernante ein Kehrtunnel angelegt worden, um die entsprechende Talstufe zu überwinden. Bis kurz vor Vernante wird der östliche Talhang, in und an welchem sich die restliche Höhenentwicklung vollzieht, zugunsten des Talbodens nicht genutzt. Im 8 Kilometer langen Tendatunnel unter dem Colle di Tenda wird der Hauptkamm der Ligurischen Alpen unterfahren und, bereits in Frankreich, ins Tal der Roya, gelangt. Hinab nach Saint-Dalmas-de-Tende sind nun etwa 300 Höhenmeter von Vievola aus zu bewältigen, was in der schluchtartigen Topographie nur durch zahlreiche Kunstbauten inklusive Kehrtunnels zu erreichen war. So wird im Tunnel de Branego gleich hinter Vievola eine Streckenverlängerung unter dem Westhang erreicht, über Tende in einer meist getunnelten Kehrschleife Höhe verloren und in das Seitental der Gemeinde La Brigue (Tal der Lévensa) eingefahren, ehe im Kehrtunnel Rioro nach Saint-Dalmas-de-Tende abgestiegen wird. In weiterer Folge wird unter Nutzung beider untertunnelter Talflanken eine S-förmige Streckenverlängerung passiert, die weiter talabwärts in der Kehrschleife mit dem Tunnel de Berghe ergänzt wird. Nach Erreichen des Trennungsbahnhofes Breil-sur-Roya auf etwa 300 m Seehöhe trennt sich die Tendabahn nun in ihre zwei Äste auf.

### Breil-sur-Roya – Nizza
Unmittelbar nach der Bahnhofsausfahrt Breil-sur-Roya tritt die Bahnstrecke südwestwärts in den Tunnel de Gigne ein, um das Bergmassiv zum Tal der Bévéra hin zu unterfahren. Sospel wird passiert und hernach im Tunnel du Col de Braus ins Tal des Paillon bei L’Escarène gewechselt. Meist geht es in östlicher Talhanglage meerwärts, der Talboden wird erst bei La Trinité (Alpes-Maritimes) etwas nördlich vom Endbahnhof in Nizza an der Bahnstrecke Marseille–Ventimiglia erreicht.

### Breil-sur-Roya – Ventimiglia
Dieser Zweig der Tendabahn fällt im Vergleich zum Zweig nach Nizza im Tal der Roya sofort steil weiter ab und verkürzt wiederholt enge Flussschleifen in Tunneln. Die Staatsgrenze nach Italien wird bei Fanghetto (bzw. dem Bahnhof Olivetta San Michele) passiert und nach Überbrückung des von Westen einmündenden Bévéra unmittelbar nördlich des Endpunkts ist der Talboden kurz vor der Mündung ins Ligurische Meer erreicht. Zusammen mit der Bahnstrecke Marseille–Ventimiglia wird dann noch ostwärts in den Endbahnhof Ventimiglia die Roya letztmals überfahren.

## Außergewöhnliche Brücken und Tunnel
Wie sich schon aus der oben angegebenen Streckenhistorie ergibt, ist die Tendabahn reich an Brücken und Tunneln.

### Bedeutende Tunnel der Stammstrecke

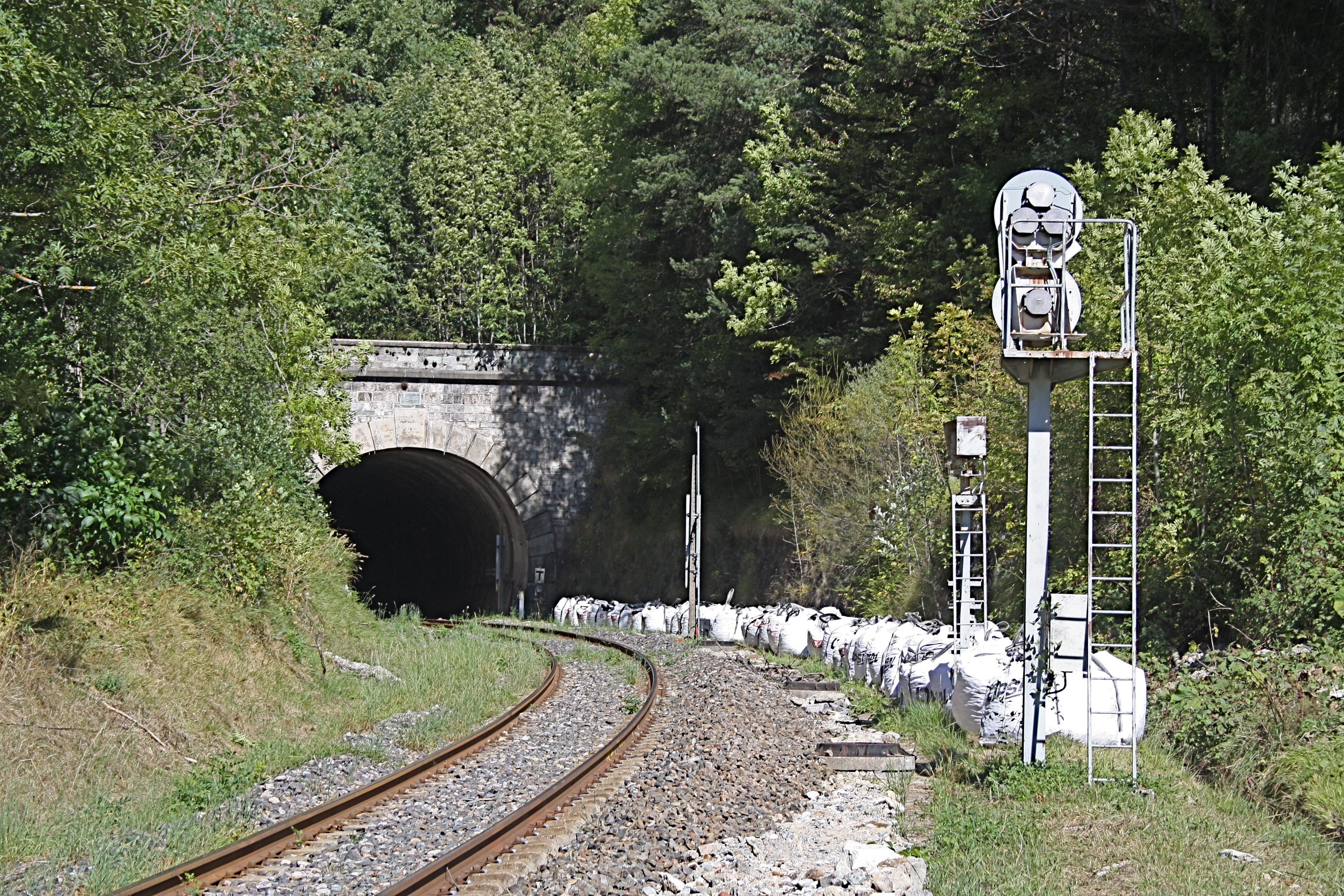
Südportal des Tenda-Scheiteltunnels

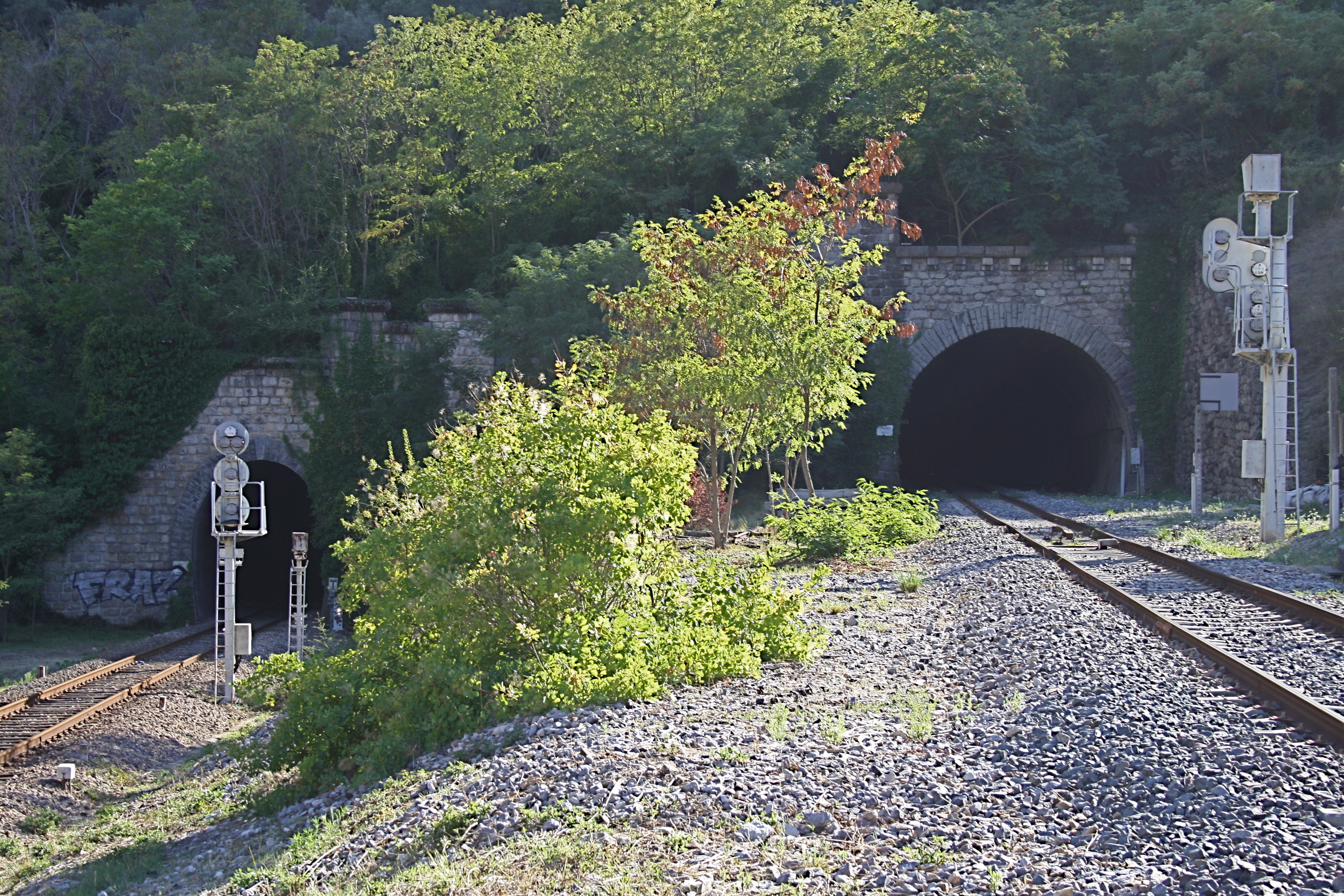
Südlich von Breil-sur-Roya verzweigt sich die Strecke, links der Tunnel de Gigne, rechts der Tunnel de Caranca

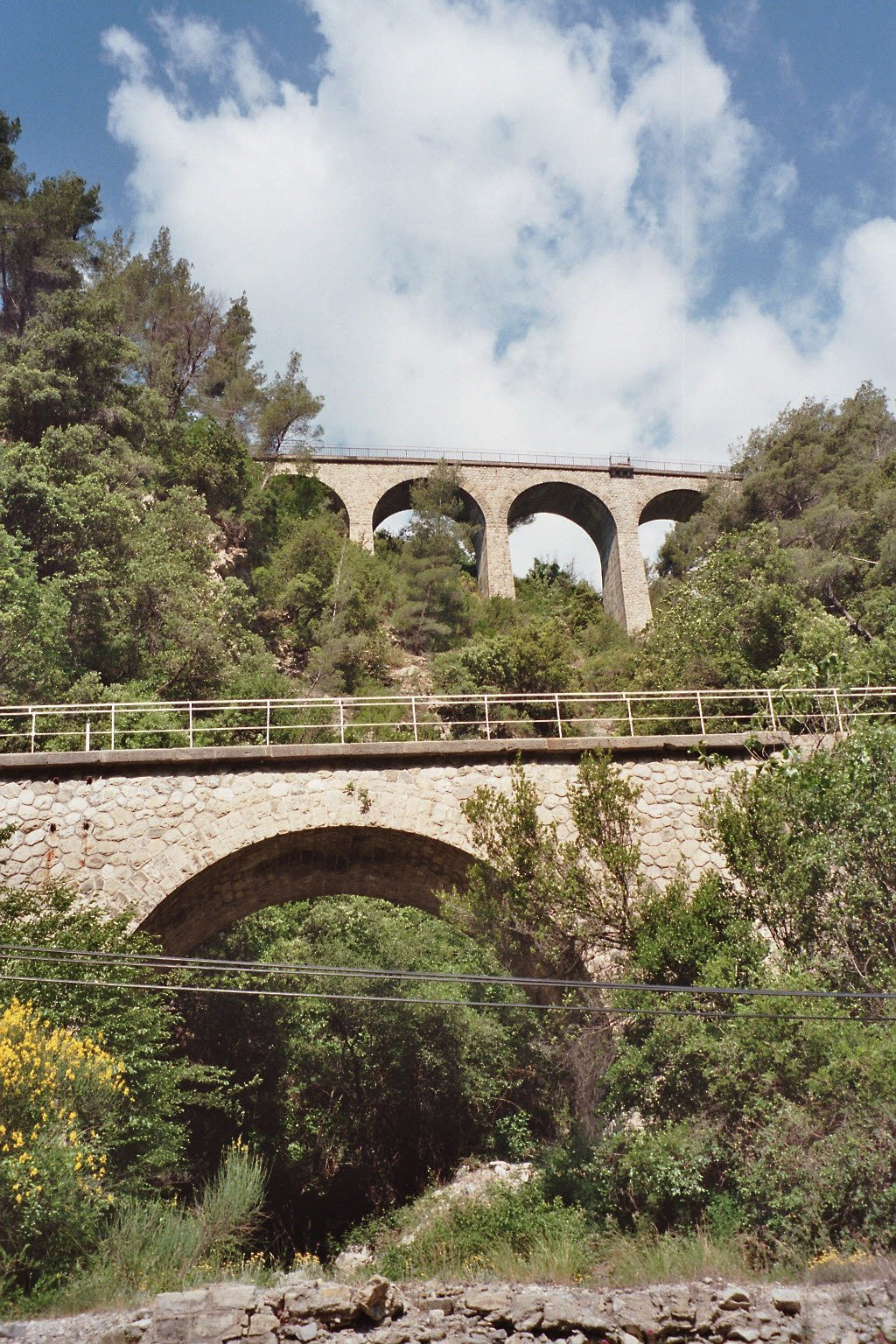
Streckenverlauf bei Breil-sur-Roya, der untere Streckenteil führt nach Italien, der obere nach Frankreich

Auf der Stammstrecke Cuneo–Ventimiglia gibt es 83 Tunnel, auf der Zweigstrecke Breil-sur-Roya–Nizza 24 Tunnel. Auf der Südrampe der Strecke zwischen Breil-Sur-Roya und dem Tenda-Tunnel liegen insgesamt sieben Tunnelanlagen, die ausschließlich dazu dienen, Höhe zu gewinnen. Vier dieser Tunnel sind Kehrtunnel und drei weitere Kreiskehrtunnel. Auf der Nordrampe befindet sich dagegen nur ein Kreiskehrtunnel. In folgender Liste werden nur Tunnel aufgeführt, die länger als 500 Meter sind:
| Name                           | Länge in Metern | Bemerkung                                             |
| ------------------------------ | --------------- | ----------------------------------------------------- |
| Tenda-Scheiteltunnel           | 8099            | 3732 m befinden sich in Frankreich, 4367 m in Italien |
| Tunnel de Bergue               | 1884            | Kehrtunnel                                            |
| Tunnel de Rioro                | 1828            | Kreiskehr- oder Spiraltunnel oder auch Kehrschleife   |
| Tunnel de Paganin              | 1702            | [ 7 ]                                                 |
| Tunnel de Bosseglia            | 1583            | Kehrtunnel                                            |
| Galleria Elicoidal di Vernante | 1502            | Kreiskehrtunnel                                       |
| Tunnel Cagnolina               | 1468            | Kreiskehrtunnel                                       |
| Galleria dell' Altipiano       | 1276            |                                                       |
| Tunnel Branego                 | 1273            | Kehrtunnel                                            |
| Tunnel de Porcarezzo           | 1250            | Kehrtunnel                                            |
| Tunnel du Gigne                | 1186            |                                                       |
| Tunnel de Biogna               | 1154            | Kehrtunnel                                            |
| Galleria Boglia                | 1086            |                                                       |
| Galleria Bocce                 | 931             |                                                       |
| Galleria Lamberta              | 850             |                                                       |
| Tunnel de l'Agrie              | 835             |                                                       |
| Galleria Sardinesca            | 820             |                                                       |
| Galleria Para                  | 754             |                                                       |
| Tunnel de la Frontiere         | 743             |                                                       |
| Tunnel de Devenzo              | 733             |                                                       |
| Tunnel de Fromentino           | 646             |                                                       |
| Tunnel de Precipus             | 622             |                                                       |
| Galleria Mantici               | 604             |                                                       |
| Galleria Colombo               | 601             |                                                       |

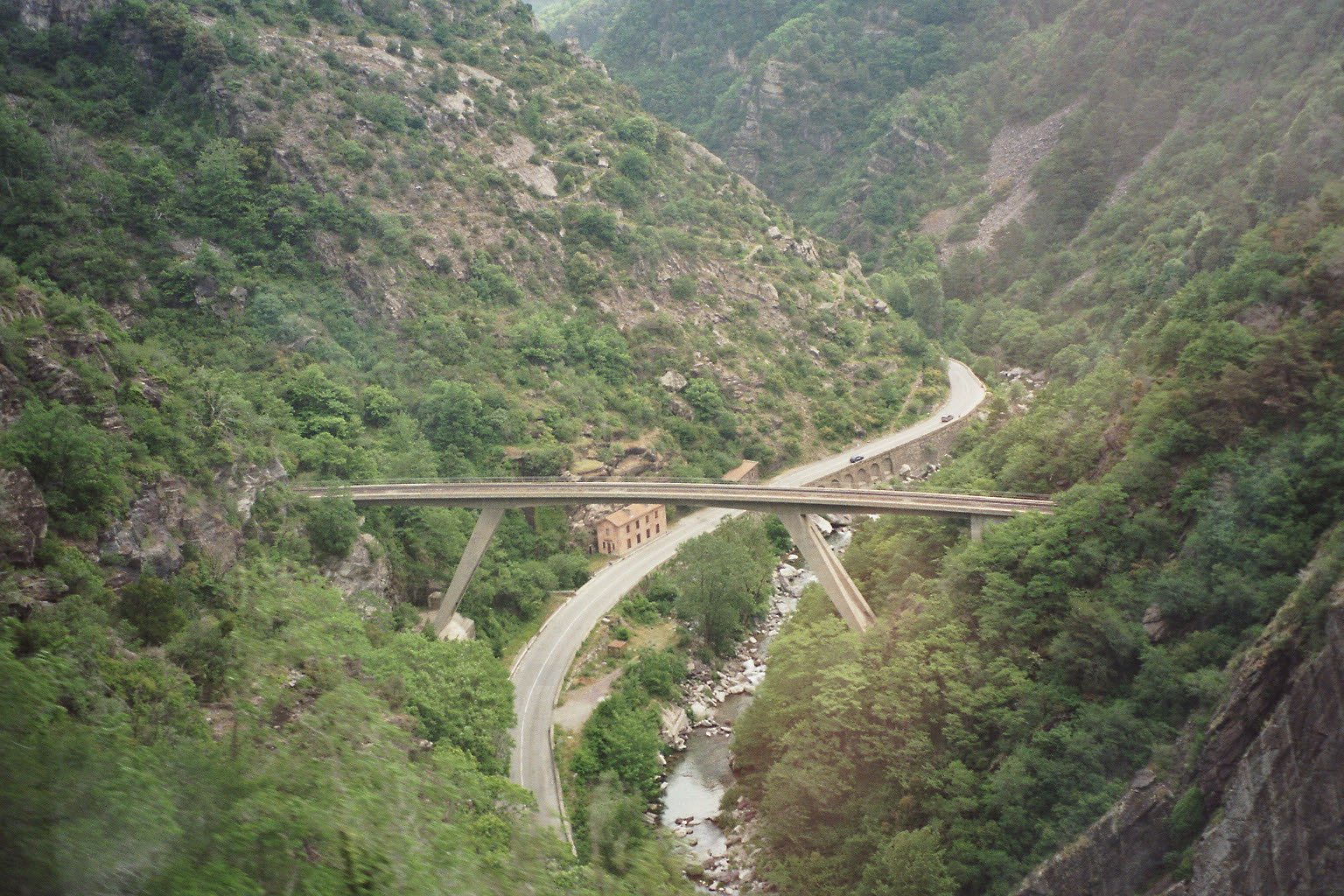
Der Viaduc de Scarassoui von der oberen Gleisetage gesehen

Die Stammstrecke verläuft insgesamt 34,6 Kilometer unter der Erdoberfläche und ist insgesamt 62,4 Kilometer lang.

### Bedeutende Tunnel der Zweigstrecke
| Name                   | Länge in Metern |
| ---------------------- | --------------- |
| Tunnel du Col Braus    | 5938            |
| Tunnel du Mont Grazian | 3882            |
| Tunnel de Caranca      | 915             |
| Tunnel Santa Augusta   | 754             |
| Tunnel de Carabacel    | 663             |
| Tunnel de l'Escarene   | 527             |

Bei der Ausfahrt aus dem Bahnhof von Breil-sur-Roya in Richtung Nizza überquert der Tunnel de Caranca  zweimal den Tunnel de Gigne.

### Bedeutende Brücken der Stammstrecke

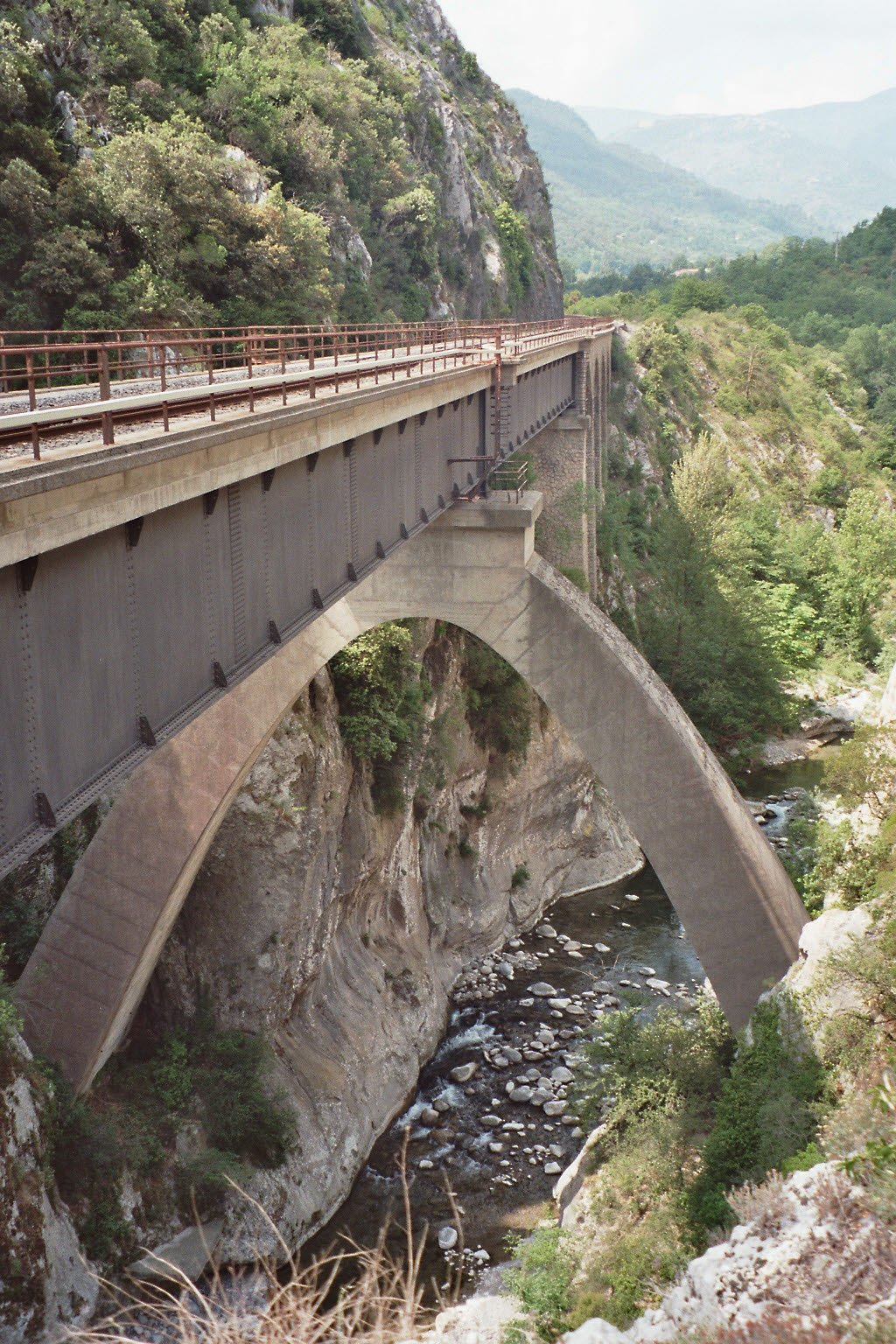
Der Viaduc de Bevera mit quer zur Streckenrichtung stehendem Bogen

Aufgrund der Linienführung entlang des steilwandigen und engen Roya-Tales muss die Strecke dieses Tal häufig auf Brücken überqueren. Manche der Brücken sind fast 60 Meter hoch. Nach den Zerstörungen des Zweiten Weltkrieges mussten fast sämtliche Brücken neu gebaut werden. Bei den meisten dieser Brücken wurde Stahlbeton verwendet, der eine völlig andere Architektur des Brückentragwerkes erlaubt. Der Wiederaufbau war 1979 abgeschlossen.
| Name                         | Höhe in Metern | Länge in Metern |
| ---------------------------- | -------------- | --------------- |
| Viaduc de l'Erbossiera       | 48             | 205             |
| Viaduc des Eboulis           | 22             | 270             |
| Viaduc de la Maglia          | 18             | 162             |
| Viaduc de Scarassoui         | 38             | 125             |
| Viaduc de Saorge             | 60             | 58              |
| Viaduc de l'Usine Electrique | 31             | 107             |
| Viaduc de Tende              | 36             | 191             |
| Viaduc de St. Dalmas         | 24             | 130             |
| Viaduc de la Chapelle        | 32             | 89              |
| Viadotto Rivoira             | 45             | 233             |

### Bedeutende Brücken der Zweigstrecke
| Name                   | Höhe in Metern | Länge in Metern |
| ---------------------- | -------------- | --------------- |
| Viaduc de la Launa     | 30             | 135             |
| Viaduc de Faquin       | 25             | 125             |
| Viaduc de l'Erbossiera | 48             | 205             |
| Viaduc de l'Euira      | 27             | 70              |
| Viaduc de l'Escarene   | 38             | 225             |
| Viaduc de Bassera      | 26             | 140             |
| Viaduc de Bancao       | 21             | 125             |
| Viaduc de Bevera       | 30             | 125             |

Die Bauart des auch Viaduc du Caï genannten Viaduc de Bevera ist ungewöhnlich im Hochgebirge. Der Brückenträger des bereits 1898 fertiggestellten Viaduktes besteht aus Stahl und wird in der Mitte von einem Bogen gestützt, der im rechten Winkel zur eigentlichen Brücke steht. Diese eigenartige Bauweise ergibt sich daraus, dass die Brücke eine Schlucht in einem spitzen Winkel überquert, ein Bogen in der klassischen Bauart wäre unverhältnismäßig groß ausgefallen. Für die ungewöhnliche Bogenstellung werden zudem militärische Anforderungen verantwortlich gemacht. Diese hatten zum Inhalt, dass der Bogen durch Beschuss mit Artillerie aus einem nahe gelegenen französischen Fort zerstört werden sollte, falls es auf der Strecke zu einer italienischen Invasion kommen sollte. Auch diese Brücke wurde 1940 ein Opfer des Krieges und erst 1962 wieder aufgebaut, wobei ein Betonbogen den Vorgänger aus Stein ersetzte.
Erwähnenswert ist weiterhin der Viaduc des Morts (deutsch: Totenviadukt) bei Peillon-Ste-Thècle. Die Brücke ist oberhalb einer alten Piste situiert, die von den Bewohnern des Dorfes Borghéas (Kommune Peillon) benutzt wurde, um ihre Toten zum Friedhof von Drap zu transportieren.
Parallel zu dieser Brücke verläuft im Abstand weniger Meter eine zweite Brücke, die jedoch nie in Betrieb ging. Sie wurde schon während des Baus der Strecke aufgrund eines nicht reparablen Tunneleinsturzes bedeutungslos. Bei diesem Unfall kamen drei Bauarbeiter ums Leben.
Der Name des späteren Viaduktes entstand jedoch nicht aufgrund des Unglücks beim Bau des Tunnels, sondern aufgrund des vorher genannten Friedhofweges. Denn bereits auf den Konstruktionszeichnungen der ersten Brücke von 1912 ist ersichtlich, dass die Brücke schon damals mit dem Namen Totenviadukt bezeichnet wurde.

## Festungsanlagen in den Tunneln

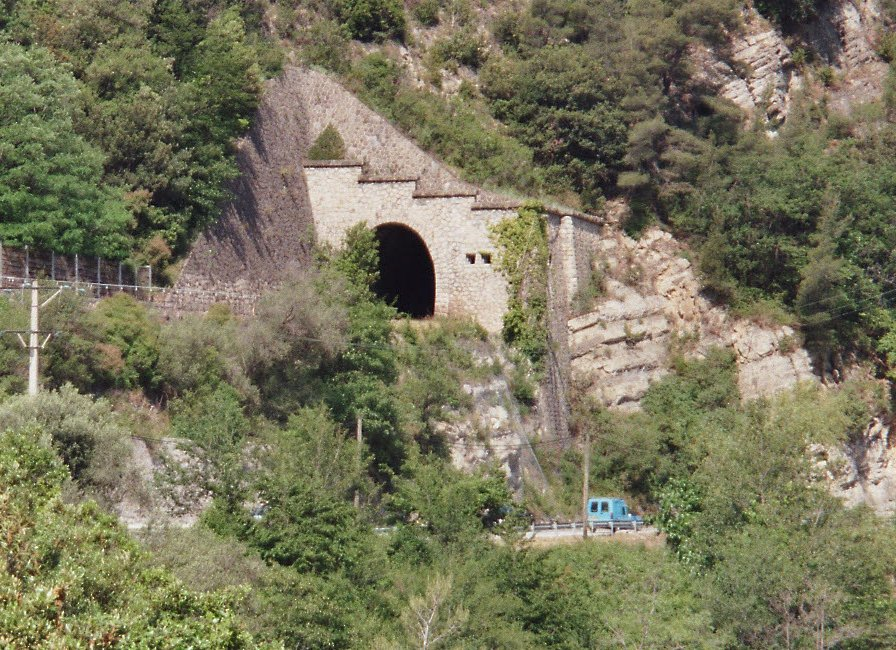
Tunnelportal mit Schießscharten

Bedingt durch die politischen Spannungen zwischen Frankreich und Italien im 19. Jahrhundert wurde die Strecke mit Festungsanlagen ausgestattet. An Portalen mancher Tunnel sind heute noch Schießscharten zu erkennen. Verschiedene Tunnel wurden für einen zweispurigen Querschnitt ausgebrochen, jedoch die Strecke nur eingleisig ausgebaut. Auf dem Tenda-Pass befinden sich immer noch Ruinen großer Forts und Kasernen.
In der Umgebung von L’Escarene befinden sich ausgedehnte Anlagen der Maginot-Linie, die Einfahrt in den Tunnel Col du Braus bei Sospel wird von einer gepanzerten Geschützstellung aus dieser Zeit gesichert.

## Unfälle
Am 27. Januar 2003 stießen in einem Tunnel nahe der französisch-italienischen Grenze zwei Personenzüge frontal zusammen. Dabei starben zwei Menschen (Lokomotivführer und Zugbegleiter des von Italien kommenden Zuges) und fünf Menschen wurden schwer verletzt.

## Betrieb auf der Strecke

### Personenverkehr

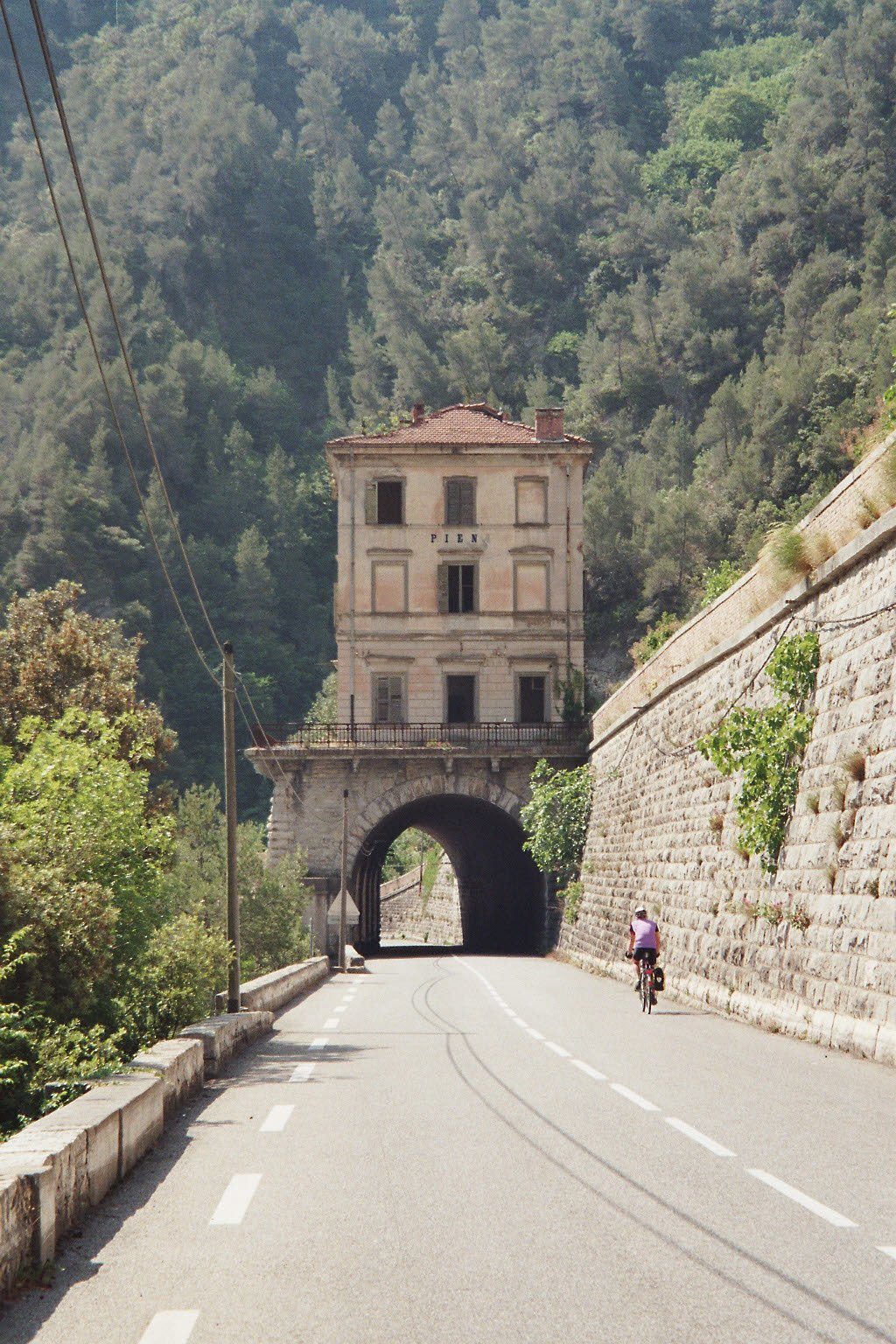
Der stillgelegte Bahnhof Piène (ital.: Piena) an der Stammstrecke

2005 fand auf dem Streckenast Cuneo–Breil-sur-Roya–Ventimiglia ein reger Lokalverkehr statt. Die Züge verkehrten etwa im Zwei-Stunden-Takt, mit zusätzlichen Zügen zu bestimmten Tageszeiten. Zwei Zugpaare verkehrten durchgehend zwischen Nizza und Cuneo, eines dieser Zugpaare auch über Cuneo hinaus bis/ab Turin. Ein im Raum Nizza als Ausflugszug unter dem Namen „Train des Merveilles“ (deutsch: „Zug der Wunder“) vermarktetes Zugpaar verkehrte zudem zwischen Nizza und Tende. Der Name bezieht sich auf das Vallée des Merveilles, das man am einfachsten über Saint Dalmas de Tende erreicht und das nicht nur ein beliebtes Ausflugsziel darstellt, sondern auch von herausragender archäologischer Bedeutung ist.
Auf dem französischen Teil Nizza–Breil-sur-Roya war das Verkehrsangebot im Vergleich zur Verbindung Cuneo–Ventimiglia mit sechs Zugpaaren eher dünn, für französische Nebenstrecken-Verhältnisse allerdings durchschnittlich. Zwischen Nizza und Drap-Cantaron wurden zusätzliche Züge im Vorortverkehr angeboten. Die Fahrzeit von Cuneo nach Nizza betrug etwa drei Stunden und von Cuneo nach Ventimiglia etwa zwei Stunden.
Die Tarife sind aufgrund des grenzüberschreitenden Verkehrs sehr unterschiedlich. So kommt auf Verbindungen von Italien nach Italien über französisches Gebiet ausschließlich der (günstigere) italienische Tarif zur Anwendung, innerhalb Frankreichs der (teurere) französische Tarif und im grenzüberschreitenden Verkehr der internationale Tarif. Kurioserweise ist dadurch z. B. eine Fahrkarte von Limone nach Ventimiglia billiger als von Tende nach Breil-sur-Roya.

### Fahrradmitnahme

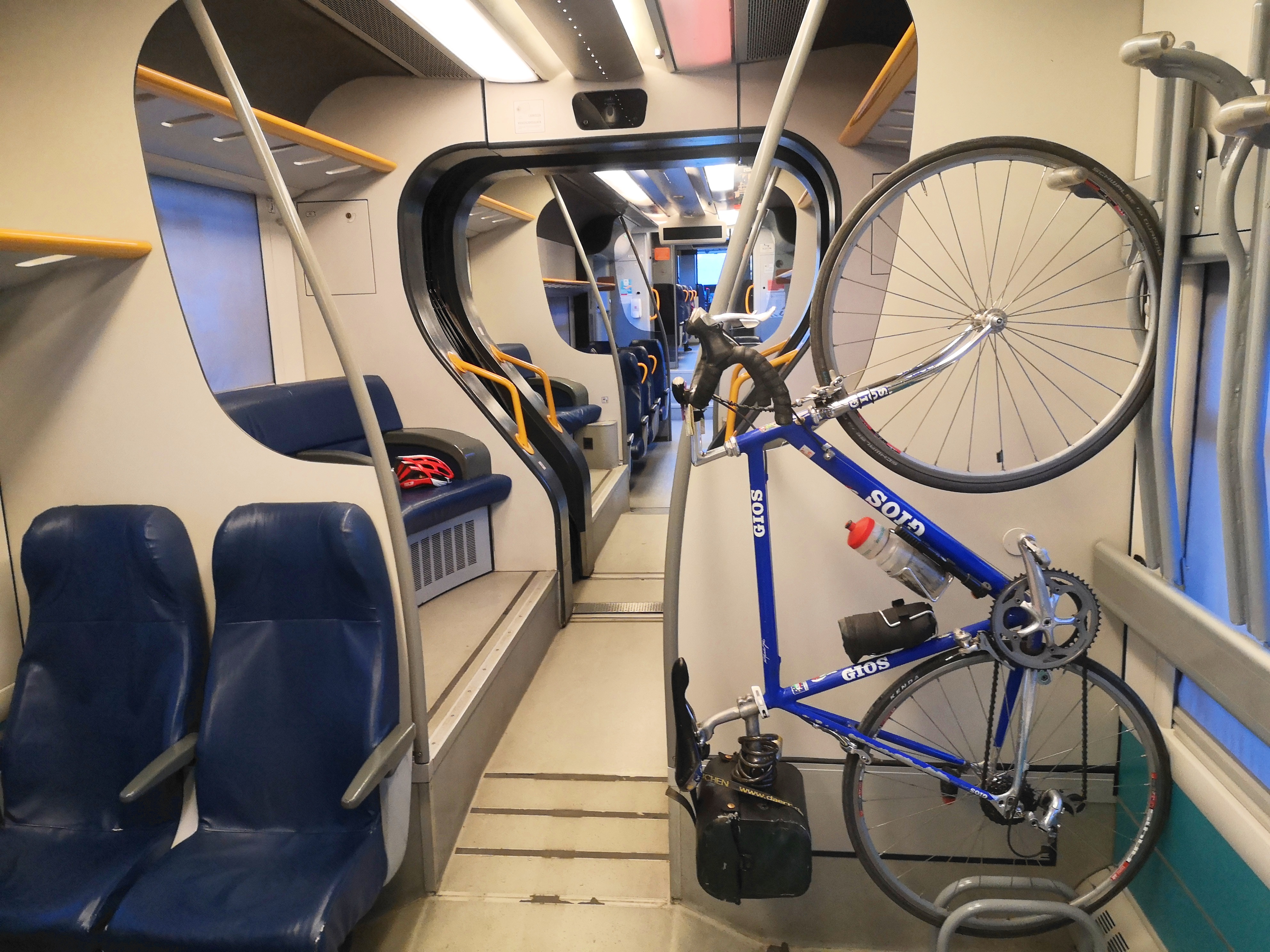
Fahrradmitnahme in der Tendabahn; während der Tunnelsperrung eine Möglichkeit der Paßunterquerung

Da der Straßentunnel seit 2020 gesperrt ist, besteht auch für Personen mit Fahrrad die Möglichkeit, per Zug den Tendapaß zu unterqueren.

### Güterverkehr
Die Tendabahn dient auf der französischen Seite zurzeit ausschließlich dem Personenverkehr. Güterverkehr wird derzeit lediglich auf italienischer Seite bis Limone angeboten, primäres Transportgut ist Zement.

## Eingesetzte Triebfahrzeuge

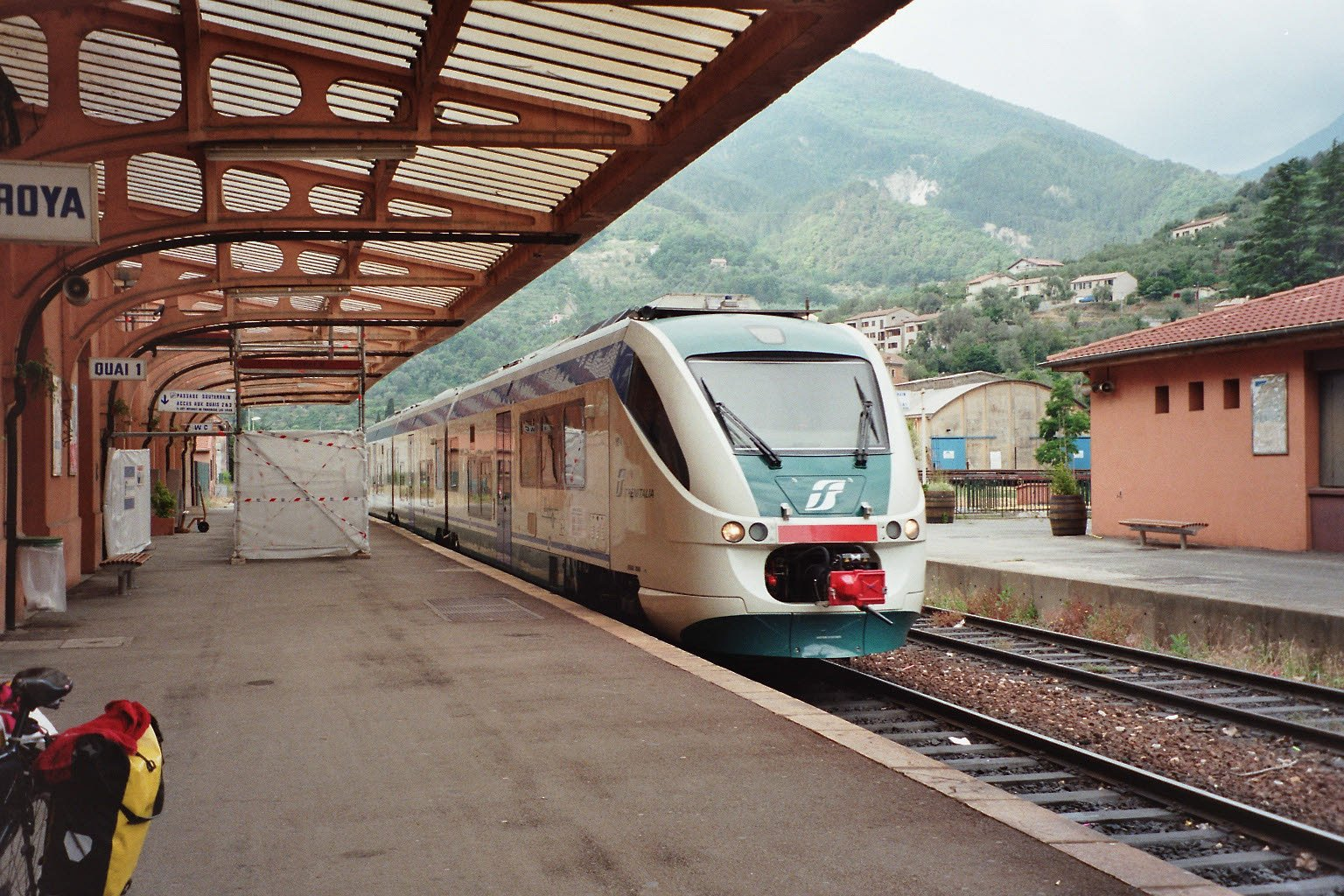
Triebwagen der Italienischen Staatsbahn abfahrtsbereit im Bahnhof von Breil-sur-Roya in Richtung Cuneo

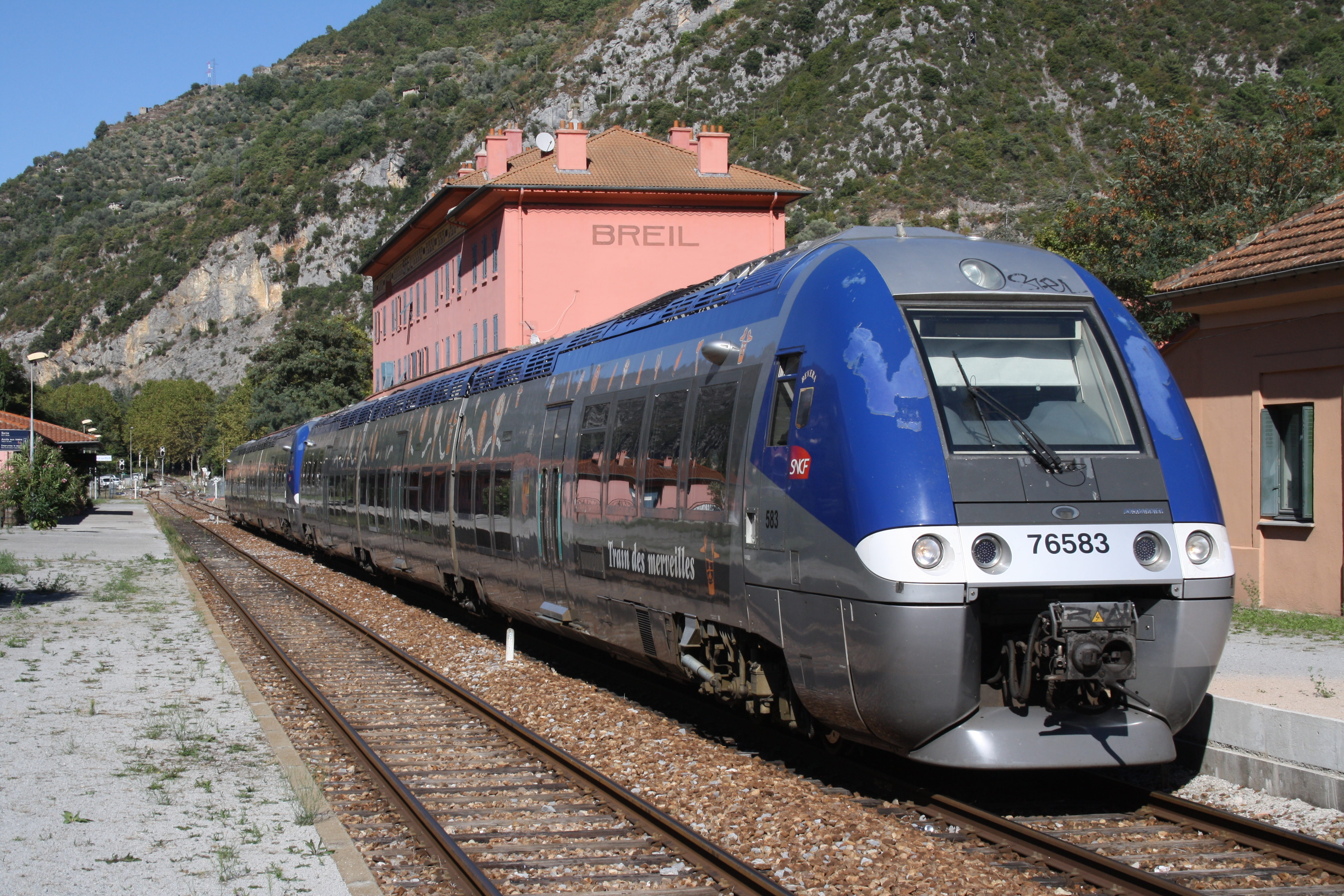
Dieseltriebzug der SNCF-Baureihe X 76500

Von der Eröffnung der Strecke 1928 bis zur Elektrifizierung der Stammstrecke 1935 mit dem italienischen Dreiphasenwechselstromsystem wurde der Betrieb mit Dampflokomotiven abgewickelt, danach mit Drehstromlokomotiven der FS. Die französische Zweigstrecke zwischen Breil-sur-Roya und Nizza war dagegen nie elektrifiziert.
Während des Zweiten Weltkrieges wurden die Fahrleitungsanlagen der Strecke abgebaut und anderweitig verwendet, den geringen militärischen Verkehrsbedürfnissen genügten wieder Dampflokomotiven. Die Überreste der Oberleitungen wurden während der Arbeiten zur Wiedereröffnung entfernt, sie sind aber immer noch beispielsweise an den Lokomotivschuppen im Bahnhof von Breil-sur-Roya oder an den Brücken unterwegs erkennbar.
Ab 1979 herrschten auf beiden Strecken Dieseltriebwagen vor, die Französische Staatsbahn setzte dabei Fahrzeuge der Reihe X 4500 und die Italienische Staatsbahn die Reihen ALn 668 und ALn 663 ein. Die Triebwagen der Reihe X 4500 wurden ab 1995 von der Reihe X 2200 ersetzt, die mit ihren leistungsfähigeren Motoren besser für die Strecke geeignet waren. Sie sind auch heute noch als Train des Merveilles unterwegs. Die Fahrzeuge tragen entsprechend ihrer Aufgabe als Ausflugszug eine Sonderlackierung. Sie zeigt Motive von Ausflugszielen entlang der Strecke.
Seit 2005 werden für den Personenverkehr auf beiden Streckenästen sowohl von der italienischen als auch von der französischen Staatsbahn moderne dreiteilige Dieseltriebwagen eingesetzt, die auch Platzreserven für größere Reisegruppen besitzen. Die französischen Fahrzeuge mit der Baureihenbezeichnung AGC (Autorail à Grande Capacité) beziehungsweise die italienischen mit der Bezeichnung Minuetto haben große Panoramafenster, durch die die vorbeiziehende Landschaft gut zu beobachten ist. Diese Triebwagen stellen auch die tägliche Fernverbindung Turin–Imperia über die Tendabahn her.
Der relativ geringe Güterverkehr auf der italienischen Seite von Cuneo bis Limone wird durch Elektrolokomotiven mit dem heute in Italien üblichen Gleichstromantrieb bewältigt. Bis in die 1970er Jahre fuhren auch dort noch Drehstromlokomotiven. Der Güterverkehr auf der französischen Seite wurde 1988 eingestellt.

## Bahnhöfe

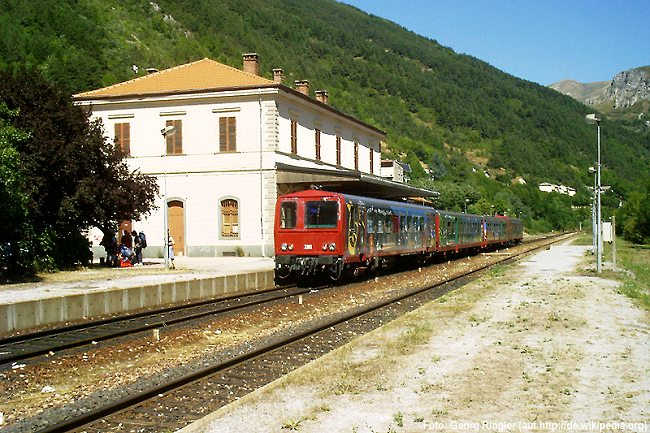
Bahnhof Tende im Sommer 2003 mit dem „Train des Merveilles“

Mit der Fertigstellung der Station Cuneo (Altipiano) wurde der Ausgangspunkt der Tendabahn dorthin verlegt, die alte Linie über Boves wurde noch bis 1960 mit Lokalzügen bedient. Mit dem Übergang an Frankreich erhielten die Ortschaften Tenda, La Briga, San Dalmazzo di Tende ihre heutigen Namen, die Stationsnamen wurden bei der Wiederinbetriebnahme angepasst. Die Station Piena wurde umbenannt, aber nicht mehr in Betrieb genommen. In diesem Bereich ist das Royatal so eng, dass der Bahnhof auf eine eigens gebaute Brücke gestellt werden musste, um noch Platz für die Straße zu erhalten. Auf dem Bahnhofsareal von Breil-sur-Roya befindet sich ein kleines Eisenbahn- und Autobusmuseum. Weiterhin stellt sich der Bahnhof von St. Dalmas de Tende als ein monumentales Bauwerk der Mussolini-Ära dar. Der Bahnhof diente bis 1940 als Grenzbahnhof nach Frankreich und wurde repräsentativ ausgeführt. Clara Petacci hat am Ort gewohnt und ist dort oft von Mussolini besucht worden.
Auf der Zweigstrecke Nizza–Breil-Sur-Roya erfolgt die Kilometrierung ab Nizza. Die Strecke des Train des Merveilles liegt komplett in Frankreich.

## Bildergalerie

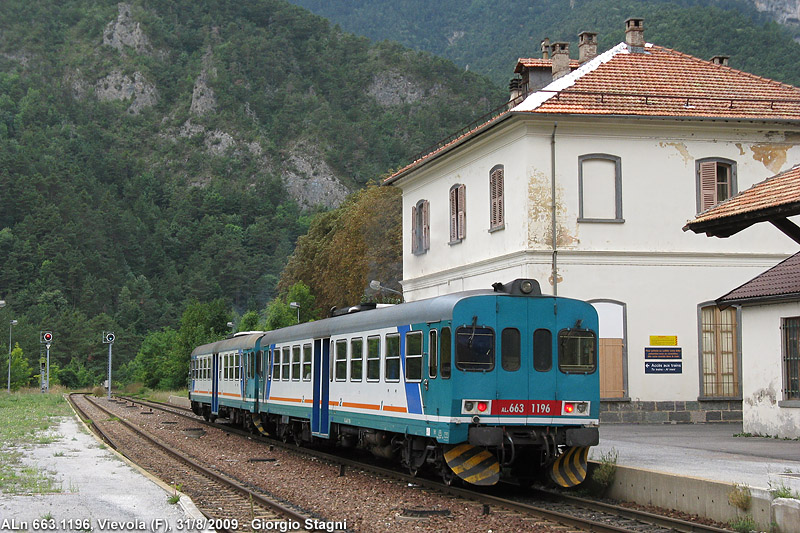
Bahnhof Vievola mit Dieseltriebwagen der Baureihe ALn 663 der FS, 2009
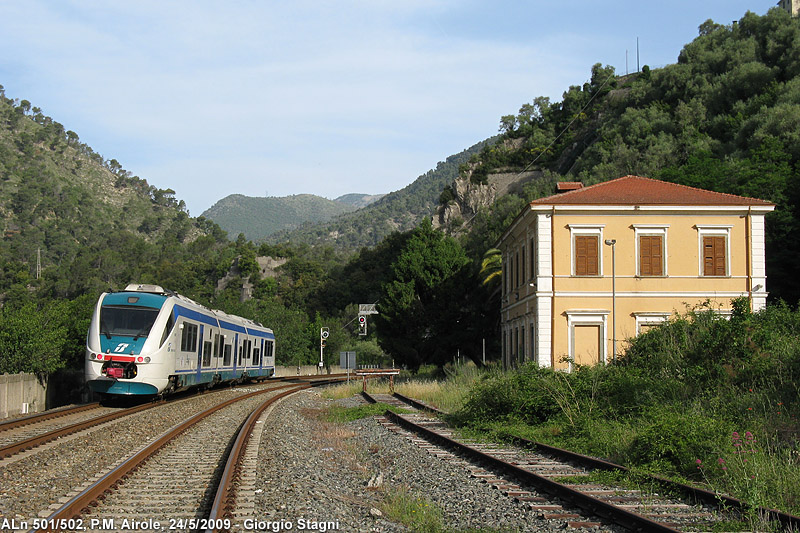
Aufgelassener Bahnhof Airole mit Triebwagen des Typs ALn 501/502 der FS
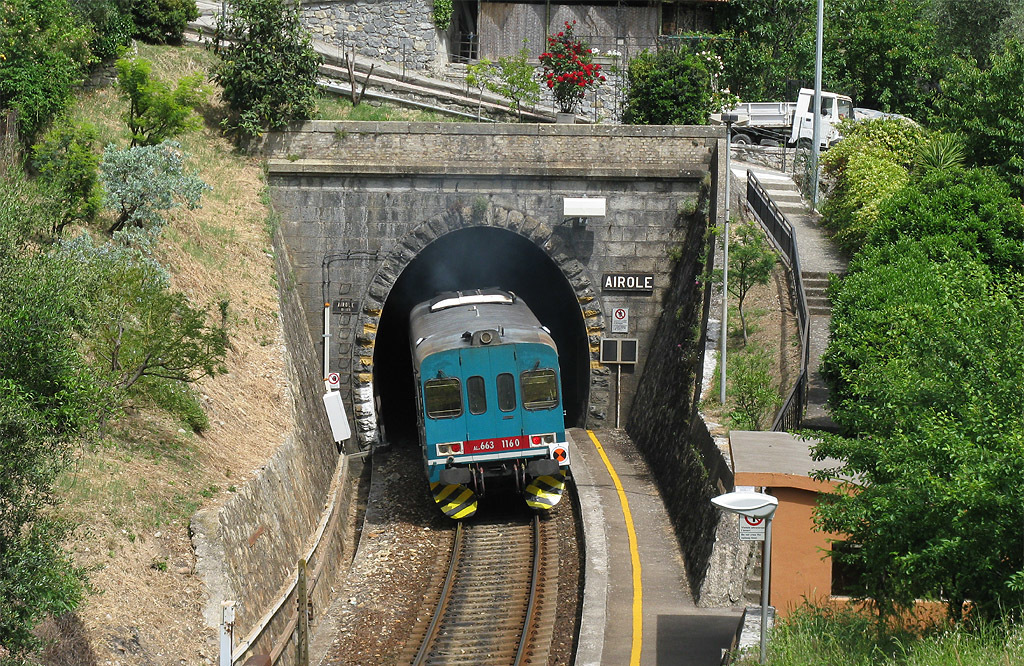
Italienischer Triebwagen beim Verlassen der aktuellen Station Airole
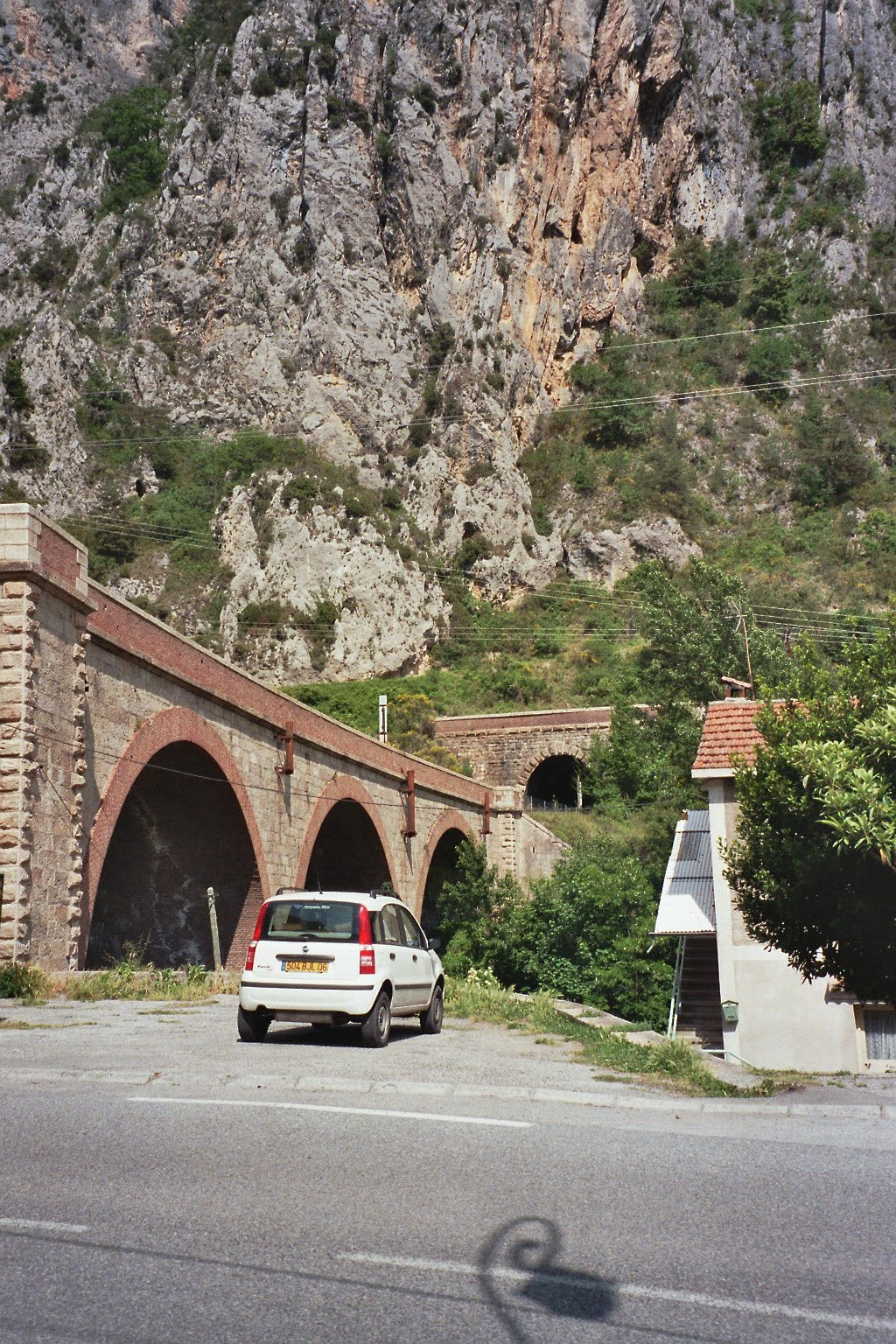
Viadukt im oberen Royatal mit Überresten von Fahrleitungsmasten
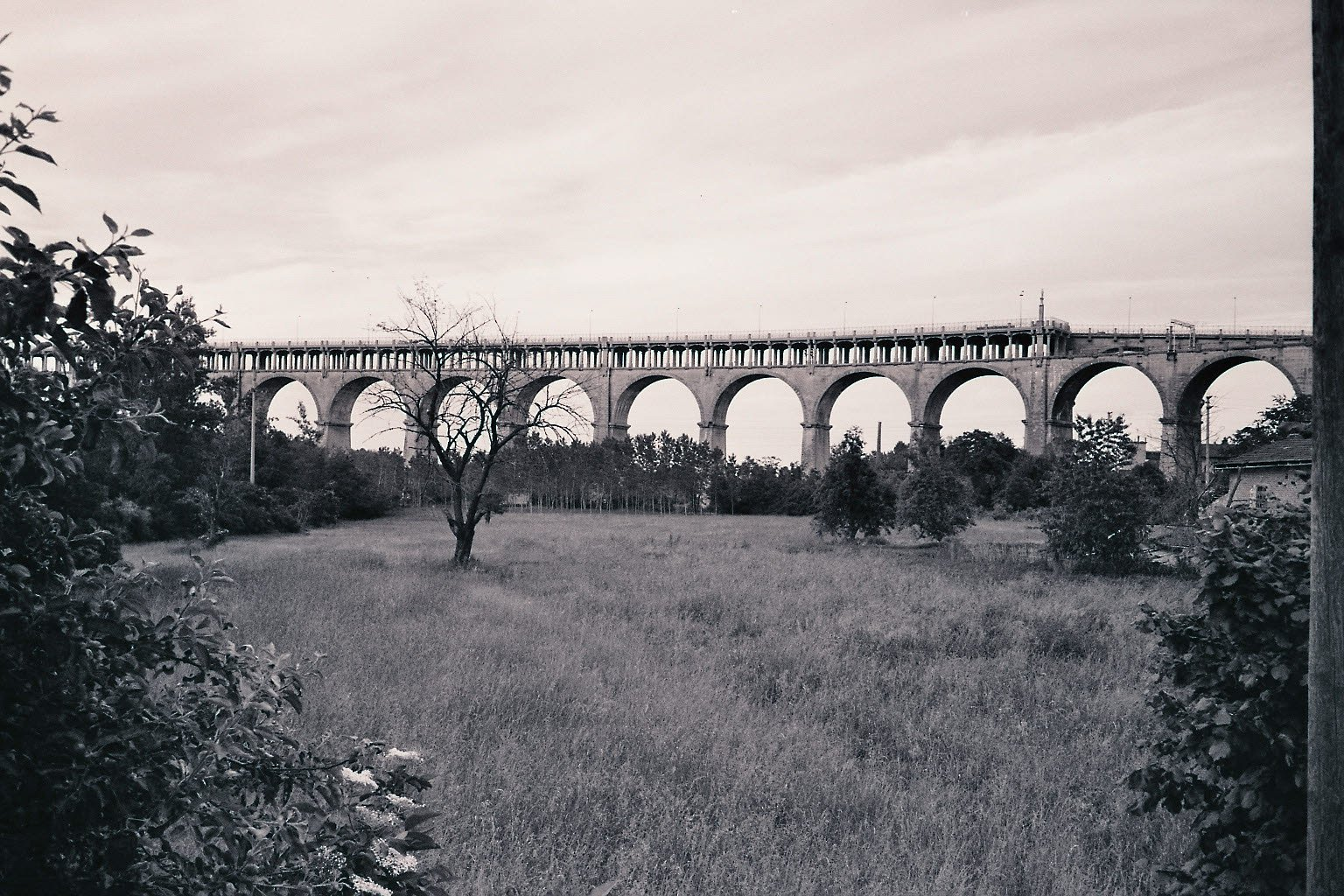
Doppelstockbrücke für Straße und Eisenbahn in Cuneo

## Film
- Alexander Schweitzer: Mit dem Zug durch ... die Provence.[12] ARTE G.E.I.E./SWR, Deutschland, 2008, 43 Min.
- Mathias Werth: Tal des Zorns – Widerstand in Frankreichs Alpenwelt, Dokumentarfilm-Reportage über den Bürgerwiderstand gegen die Vernachlässigung der instandsetzungsbedürftigen Tendebahnstrecke. 29:06 Min.[13]